# 西鐵綫
西鐵綫（英語：West Rail Line，前稱九廣西鐵），是港鐵的一條連接屯門及紅磡灣的通勤鐵路，現已與馬鞍山綫及沙中綫大圍至紅磡的新建路段貫通合併成屯馬綫。此綫由九廣鐵路公司擁有，以「服務經營權」方式授予港鐵公司營運，於2003年12月20日通車，並於2009年8月16日伸延至紅磡站，2021年6月27日起併入屯馬綫運作。
西鐵綫從與東鐵綫交匯的紅磡站起，途經油尖旺區、深水埗區、新界西葵青區（美孚站至荃灣西站所途經的青荃隧道及下葵涌隧道）、荃灣區及大欖隧道前往同為新界西的元朗區及屯門區，全長35.7公里，共有12個車站，當中有8個轉車站，連同九龍南綫，總造價為547億元。除荃灣西站、柯士甸站和尖東站完全建於地底之外，其餘車站均建於地面或高架橋之上。
西鐵綫的通車縮短新界西來往市區的乘車時間，乘坐西鐵綫由屯門站至紅磡站，全程只需37分鐘。政策上，西鐵綫把三個新市鎮（元朗、天水圍及屯門）串連起來並連接到市區，縮短往來時間之餘，也可加速這些地區的發展。連同1990年代後期至2000年代通車的馬鞍山鐵路、地鐵（2007年與九鐵公司合併為港鐵）東涌綫及將軍澳綫，所有新市鎮都擁有可連接市區的鐵路系統，促進地區之間的交流。西鐵綫原本在九鐵路線圖以粉紅色表示，兩鐵合併後，港鐵改以玫瑰紅色代表西鐵綫，以免與前屬地鐵的迪士尼綫顏色混淆。2021年6月27日起，西鐵綫與原馬鞍山綫及新建的大圍至紅磡段接駁合併成為屯馬綫；自當日起，原西鐵綫路段所選用的顏色統一為原馬鞍山綫的棕色，而原有西鐵線的顏色則由北環綫繼承，西鐵綫這個名稱亦因此正式成為歷史。

## 路綫資料
- 站數：12個
- 軌距：1,435毫米（標準軌）
- 雙綫區間：全綫
- 電化區間：全綫（交流25,000V、50Hz）
- 訊號系統：由2003年通車至2009年8月15日採用SelTrac IS，隨後因九龍南線部分通車而升級為SelTrac CBTC[2]
- 列車最高行車時速：每小時130公里

## 歷史

### 倡議興建
早在1905年9月，香港立法局通過興建九廣鐵路時，就有兩個定線方案：一個沿現有東鐵綫走法，由尖沙咀向北開鑿畢架山隧道，沿沙田海、吐露港到達邊境，另一個方案由尖沙咀向西北而行，經過荃灣和青山沿岸，北上至元朗到達邊境。最終港府以造價較低（約44萬英鎊，較西線的方案便宜約3萬英鎊），經濟效益更大和具有軍事價值為理由而採納前者，成為現時的東鐵綫。
興建連接新界西北及市區鐵路的建議隨著當時屯門新市鎮和元朗新市鎮發展於1970年代再次提出，但天水圍新市鎮尚未發展。1980年代，社會討論了多個鐵路走線方案，總括來講當時有四大主流方案：
- 第一是由荃灣經元朗進入屯門，即現時所採用之方案；
- 第二是由荃灣沿青山公路經屯門到元朗，即大致與屯門公路平行，即現時倡議中之屯荃鐵路；
- 第三是把當時仍在興建的輕便鐵路（現輕鐵）由元朗站延伸至太和站接駁九廣鐵路。（直至1996年因西鐵的建造而出現九廣東鐵名稱前，九廣鐵路只代表羅湖站至紅磡站的路線，相當於現時的港鐵東鐵綫。）
- 第四是把當時仍在興建的輕便鐵路（現輕鐵）由元朗站延伸至上水站／粉嶺站，接駁九廣鐵路。

以上四個方案，於《元朗星報》175期（1987年3月28日）亦有記載。
當中第一個方案於荃灣至八鄉一帶開鑿大型隧道，與最終的西鐵方案最為近似。第二方案因青山公路沿線一帶地勢旮旯，將全條路線開鑿隧道並不可行，將地下鐵路建於多彎險要的青山公路地底沿線並不理想，因此路線最長，造價亦最昂貴；種種困難下只有輕鐵可行，所以當時輕便鐵路已於三聖站興建車站預留空間作為三聖至荃灣支線之用，但因建築難度太高而放棄。第三和第四個方案便宜，但路程太長，不適宜以輕鐵服務。
結果，1988年輕便鐵路通車時，曾被視為將會在屯門及元朗興建大型鐵路的前奏。可是西鐵的計劃連研究也在1991年才開始。1991年底，港英政府展開了「鐵路發展研究」，其中肯定了九廣鐵路對新界東的發展影響深遠，而九鐵隨後亦於1992年起研究興建多一條客貨運兩用鐵路。1994年12月，香港政府發表鐵路發展策略，建議興建一條連接九龍西及新界西的鐵路。此鐵路包含本地客運、跨境客運及貨運的三個重角色，被稱之為西部走廊鐵路（或西部鐵路走廊），西鐵的名字就是從此而來。

### 兩鐵競逐
1995年，政府邀請了地下鐵路公司及九廣鐵路公司（九鐵公司）提交計劃書。當中地下鐵路公司方案的優勢是客運段可與當時興建中的東涌綫整合，使列車可直接來往新界西及香港島。而九鐵公司方案的優勢，則是客運段可配合九鐵公司經營的輕便鐵路作為接駁交通工具，加上在貨運鐵路和貨物處理的經營上已擁有不少經驗。
香港政府此時已準備興建西部走廊鐵路，但興建時間上正處於香港的政權過渡期（臨近1997年香港回歸），中英雙方正處於膠著狀態，而中方對機場核心工程後再作大量投資建設表示憂慮，因此當時政府未敢積極進行西鐵的建設工作。然而於同一年的8月16日，屯門公路發生巨石壓死人意外，加上其後颱風肯特襲港，屯門公路往九龍方向封閉近兩星期，以便進行斜坡維修。屯門公路需全線封閉後引致新界西北交通大癱瘓，電視台甚至派人現場報導由荃灣用超過1小時步行入屯門的情況。這事件令不少居民苦不堪言，要求儘早建鐵路，終於迫使香港政府積極研究興建這條鐵路，後來政府為了加快進度，分拆出近郊客運線的第一期先行興建，近郊客運線的第二期（北環綫）則暫時擱置。而西部走廊鐵路的長途客運線後來被分拆為廣深港高速鐵路（前稱區域快線），並採用專用通道方案，不與西部走廊鐵路的近郊客運線共軌。
1996年末，行政局把西鐵興建權批予九鐵公司。主權移交後，特區政府積極推動基建的政策下，經走線重組及處理財務安排，終於在1998年授權九廣鐵路公司興建西鐵。原先路線在節省成本的前提下，只連接天水圍新市鎮至深水埗新填海區的新車站，而延伸至屯門的鐵路，當局認為在輕鐵的幫助下，押後至第二期再作研究。然而，在屯門區居民強烈反對後，香港政府最終同意把第一期計劃南延至屯門市中心。同年9月15日，行政會議正式通過興建西鐵工程的第一期，即興建連接屯門站至南昌站的鐵路路段，而這個耗資464億港元興建的鐵路系統於2003年12月20日下午2時正式通車，成為第一條連接新界西北的重鐵路線，以及九鐵公司第二條重鐵路線。通車儀式由行政長官董建華與九廣鐵路公司主席田北辰主持。不過，通車首日由屯門開出的首班車，駛近天水圍站時有廁紙有高處墮下，纏着架空電纜，服務因而受阻七分鐘。

### 尖沙咀支線
隨著九廣鐵路在1975年由尖沙咀縮短至紅磡，來往兩地只能依賴路面交通，如巴士、小巴等。尖沙咀在1970至80年代迅速發展為商業及旅遊中心，區內交通日漸繁忙。早在1989年，由新世界發展、長江實業牽頭成立的財團建議興建「九龍架空鐵路」（Kowloon Sky Rail），連接中港碼頭、尖沙咀碼頭、尖沙咀東、紅磡站和紅磡灣填海區，可算是尖沙咀支線和九龍南綫的雛形。該財團擬斥資30億興建這條全長約4.7公里、途經漆咸道南、梳士巴利道及九龍公園徑的高架鐵路，沿途設九站，長遠可延伸至機鐵九龍站及啟德機場。惟因鐵路會破壞尖沙咀海傍景觀及影響紅磡灣發展規劃，故無法取得市政局及港府青睞，環保署於1992年更因噪音問題否決環評報告。最終行政局在1993年上旬否決方案，但為九廣鐵路日後重返尖沙咀埋下伏線。
1993年政府委託顧問進行《香港鐵路發展研究》，當時九廣鐵路尖沙咀支線被列入東九龍綫的其中一部份。1994年底運輸科發表《鐵路發展策略》，將東九龍綫分拆為「大圍至馬鞍山綫」（後來的「馬鞍山鐵路」，兩鐵合併後稱為「馬鞍山綫」，即現在的屯馬綫部分）、「鑽石山至紅磡綫」（今屯馬綫九龍部份）和「九廣鐵路（英段，即今東鐵綫）延線」；並且建議將大圍至馬鞍山綫和九廣鐵路延綫中的紅磡至尖沙咀一段（尖沙咀支線）優先興建，兩個項目合稱東鐵延線（英語：East Rail Extensions）。
整個項目耗資41億港元，將九廣東鐵（今東鐵綫）由紅磡站沿梳士巴利道地底延長至尖沙咀東部，並興建全新南面總站（尖東站）；由九廣鐵路公司負責興建和日後營運。雖然尖沙咀支線有「支線」之名，但無支線之實，純粹只是由紅磡至尖東的伸延。此線於2004年10月17日開放舉行試坐，並於10月24日正式啟用。相隔29年後，九廣東鐵再以尖沙咀為總站，但位置有明顯距離，步行至前九龍車站原址的香港文化中心需約10分鐘。工程期間，中間道公園及橫跨梳士巴利道連接公園和新世界中心的行人天橋需拆卸。

### 九龍南綫
香港政府在《鐵路發展策略2000》中建議興建九龍南環線。2002年9月24日，香港政府邀請當時的九廣鐵路公司就南環線着手進行詳細規劃和設計工作。
2003年12月20日，九廣西鐵（今西鐵綫）正式通車，以深水埗區的南昌站作為終點站。雖然打著方便新界西北居民直達市區的旗號，但始終南昌站並非市區中心，以市區邊緣作為終點站的做法為人詬病，這被認為是九廣西鐵通車後乘客量比預期中要低得多的主因。當時有人認為，九龍南綫的興建對西鐵的日後發展尤為重要。
2004年3月26日，香港政府首次就九龍南綫項目刊憲；而對路線項目的修訂亦於2005年1月7日刊憲。
九龍南綫接駁東鐵綫的尖東站和西鐵綫的南昌站，把東、西鐵綫的南面兩端連接起來。這條新鐵路全長3.8公里，耗資83億港元，中途設柯士甸站。九龍南綫策略性地連接了東、西鐵綫，乘客可透過鐵路由新界東直達新界西。香港特區政府於2005年6月24日將已審批的九龍南綫方案刊登憲報，8月開始批出合約，而土木工程則於2006年開始。
九龍南綫於2005年10月開始動工興建，包括挖掘鐵路隧道及在廣東道政府合署西面、佐敦道碼頭原址興建柯士甸站。土木工程分為三大主要合約，分別是：柯士甸站及由佐敦道至尖東站之隧道段（即九龍南線南段）；由佐敦道至油麻地通風大樓之隧道段；及由油麻地通風大樓至南昌站之隧道段（即九龍南線北段）。
為減低對路面及環境的影響，廣東道至梳士巴利道間的隧道採用「小龍女」隧道鑽挖機鑽挖隧道。柯士甸站位於西九龍填海區，大堂及月台均設於地底。車站採用島式月台，即月台位於中央，路軌設於兩側。由佐敦道起（即柯士甸站至南昌站的一段）因工程對地面的影響則相對輕微，採用明挖回填的方法挖掘隧道。
在西南九龍一帶高度發展的市區建築鐵路，由於區內商貿及旅遊設施林立，有香港文化中心、太空館、大型酒店和商業大廈等，故此必須在鑽挖工程進行的同時，採用先進的技術監控工程噪音和震盪，把對鄰近建築物的影響減至最低。
除了進行鐵路工程，現有的尖沙咀中間道行人隧道會向西延伸至九龍公園徑，並接駁現有的兩條政府行人隧道。行人隧道延伸後，將大大改善尖東站與廣東道地區之間的接駁。
港鐵於2008年3月至4月期間在尖東站至紅磡站改裝西鐵綫信號來試行列車，2008年11月開始在南昌站至紅磡站試行列車，2009年4月下旬開始安排列車在休車時間行駛西鐵綫全綫，測試鐵路安全和穩定性。2009年8月16日，九龍南綫正式通車，東鐵綫與西鐵綫（原九廣西鐵）貫通，尖沙咀支線改為西鐵綫路段，由西鐵綫列車行走；西鐵綫列車伸延至紅磡站為南面終點站；同時東鐵綫列車重回歷史，改回以紅磡站為南面終點站，並成為兩綫的轉乘站。尖東站成為西鐵綫的中途站，月台亦縮短，接駁巴士K16線的轉乘優惠亦於當天起取消。
九龍南綫落成後，乘客可從新界西北直達尖沙咀，中途無須轉乘其他交通工具。現時往返屯門至紅磡只需38分鐘。此外，乘客可選擇於紅磡站轉乘東鐵綫前往新界東北地區。不過，原本可乘東鐵綫直達尖東站的新界東乘客，須於紅磡站轉乘西鐵綫才能到達尖東站，但由於東西兩鐵綫路班次密度有別，東鐵綫乘客不能在紅磡站及時轉車，或須等候數分鐘方能轉乘西鐵綫前往尖東站，基於此不便促使部分乘客選擇重投九龍塘站及旺角站轉車往港島綫沿途各站，進一步加重該兩站的負荷。

### 屯馬綫
沙中綫項目把西鐵綫向東伸延，西鐵綫以新隧道口經過紅磡後，可以再途經何文田、土瓜灣、宋皇臺、啟德及鑽石山等到達大圍站，再連接整條馬鞍山綫（大圍至烏溪沙)，這條策略性鐵路走廊初期被港鐵宣傳作「東西走廊」，後來由港鐵公佈定名為「屯馬綫」。屆時，乘客毋須轉車便可以往返屯門至烏溪沙沿途各站。而所有列車亦已經完成擴編至8卡。
大部分西鐵綫車站月台長度為9卡（柯士甸站以及新紅磡站均為8卡）；至於尖東站，因為曾經是東鐵綫月台，故此擁有12卡車長度。因應屯馬綫發展以及受限於新建和擴建車站的長度（烏溪沙至紅磡及柯士甸站月台設計長度只有8卡)，西鐵綫於2016年至2018年間把原有28列7卡編組列車擴編成8卡編組列車行走。
屯馬綫已經於2021年6月27日全綫通車，西鐵綫列車於通車前一星期的6月20日起率先在紅磡站屯馬綫新月台上落客，以進行最後測試。

### 年表
- 1994年12月：制訂九廣西鐵的藍本。
- 1995年11月：九鐵公司向政府遞交九廣西鐵建議書。
- 1996年12月：行政局原則上批准九鐵公司興建九廣西鐵第一期。
- 1998年9月15日：行政會議正式通過興建的決定。
- 1998年10月26日：九廣西鐵動工。
- 1999年：九鐵舉行了西鐵車站命名公開比賽，期間共收到約1500份參加表格；而同年9－10月期間九鐵亦公開展出如實物大小一致的西鐵車廂模型，以收集公眾對車廂設計的意見[27]。
- 2000年10月4日：九廣西鐵首段路軌於八鄉車廠附近區段鋪設。
- 2001年7月9日：隨著葵青隧道貫通，九廣西鐵的隧道挖掘工程完工。
- 2003年6月14日：首批九廣西鐵的工作人員完成訓練。
- 2003年12月20日：九廣西鐵通車，以7卡近畿川崎列車行走。
- 2005年11月8日：九龍南綫動工。
- 2007年12月2日：兩鐵合併，九廣西鐵改名為西鐵綫。
- 2008年9月28日：合併收費區，美孚站與南昌站不再需要通過轉線閘機，南昌站開始跨月台轉乘至東涌綫，但與客流方向相反。
- 2009年8月16日：九龍南綫通車，西鐵綫市區總站延伸到紅磡站，並同時升級訊號系統。
- 2015年2月1日及8日：紅磡站3號月台及2號月台分別暫時停用，以便進行屯馬綫軌道接駁工程。
- 2016年1月2日：開始有8卡列車運作。
- 2018年5月27日：所有列車都以8卡列車運作。
- 2018年9月23日：廣深港高速鐵路香港段通車，柯士甸站可步行至香港西九龍站轉乘。
- 2020年3月7日：港鐵屯馬綫中國製列車開始在西鐵綫運行。
- 2021年4月18日：西鐵綫與屯馬綫一期在首次屯馬綫全綫晚上非行車時間試車後開始共用車隊。
- 2021年6月20日：西鐵綫及屯馬綫一期開始直通運轉，為準備全線通車作最後測試，紅磡站屯馬綫月台率先啟用。屯馬綫一期列車全日使用啟德站1號月台清客，不載客駛經新路段後到紅磡站新3號月台以西鐵綫的名義繼續載客前往尖東至屯門沿途各站。至於西鐵綫列車到紅磡站新2號月台清客，不載客駛經新路段，最後駛到啟德站2號月台以屯馬綫一期的名義繼續載客前往鑽石山至烏溪沙沿途各站。
- 2021年6月27日：屯馬綫全綫正式通車，原西鐵綫路段所選用的顏色被統一為原馬鞍山綫的棕色。因此，西鐵綫這個名稱亦正式成為歷史。

## 爭議和軼事

### 建造前的收地問題
西鐵第一期工程即由屯門至西九龍欽州街一段，分三期進行收地，第一期已在1998年10月16日刊憲，1999年1月16日收回歸政府所有。第二階段收回用地，包括荃灣保華工業大廈、華基工業中心，於1999年7月刊憲，2000年1月起收回。位於柴灣角海傍、屬於房委會的順基工業大廈被遷拆用作興建大欖隧道的通風樓；荔枝角公園大部份土地亦被徵用（其後已重置）；屯門新發邨的原址成為公共交通交匯處。
然而，收地過程及方式就引起了爭議，當中華基工業中心的戶主賠償問題更困擾政府多年。當時多名廠戶要求政府就賠償問題作調解及仲裁被拒，至今未獲賠償，有廠戶被迫領取綜援甚至最終因破產而自殺身亡。

### 西門子事件
建造西鐵期間一份2億8,700萬元的鐵路至控制中心傳送線路工程因為承建商西門子公司未能按進度進行，九鐵公司被揭發不但沒有索償，反而額外付款1億元予承建商延續工程，以期不致拖延通車。

### 錦上路站命名
錦上路站在初時原擬稱作錦田站，當接近完成並諮詢居民車站名稱的意見時，八鄉居民認為車站位於錦田和八鄉中間，應名為「錦田八鄉站」，不過會引發兩地居民爭執，所以最後九鐵只好把車站名字改為錦上路站。因為錦上路是車站興建時最接近該站的主要道路，並且是分隔錦田和八鄉兩村的道路。然而，仍有錦田原居民不滿，一度威脅以激烈行動抗爭。

### 前往落馬洲站的轉乘指引誤導乘客
在九龍南綫通車後，港鐵於西鐵綫沿綫張貼「可於紅磡站轉乘東鐵綫前往羅湖站及落馬洲站」的轉乘指引，但從地理來說落馬洲站實際位處元朗站以北，如市民需要從元朗、天水圍等地區出發前往落馬洲，依照港鐵的轉乘指引，前往落馬洲站就要南下繞經九龍半島以及新界東，比較往來兩個鐵路站的九巴B1線以及往來元朗（福康街）及落馬洲鐵路站之間的新界區專綫小巴75線，搭乘港鐵車程則顯得迂迴費時而且車資昂貴（當時九巴B1號綫收費為$12，而且還實施優惠收費$10，現時為$13.2，小巴收$7.9，港鐵則須$54），因此這則轉乘指引被批評誤導乘客。
實際上，前往北區、大埔區或沙田區亦同樣有便利的巴士服務（如往來天慈邨及上水鐵路站之間的九巴276線、往來元朗西和大埔墟鐵路站之間的九巴64K線以及往來天富苑和沙田瀝源邨之間的九巴269D線）。

### 通車初期客量偏低
西鐵通車時曾預期每日載客達20萬人次，但由於經濟不景，而且面對巴士競爭，鐵路不方便而車費又偏高，因此西鐵通車初期平均只有10萬人次使用，每天虧損約500萬元。當時曾被議員批評為浪費公帑的「大白象」，情况甚至比長期虧蝕的屯門輕鐵更嚴重。
由於初期的市區車站並非位處核心地段，亦使西鐵長期仍未達到其最初營運目標，且經常要依賴巴士接駁，競爭形勢一直處於下風。除此之外，西鐵通車初期故障頻生，九鐵公司主席田北辰曾公開承諾若西鐵故障情況再不改善，他會考慮辭職。幸好，西鐵於2004年8月1日推出月票計劃及同年12月20日推出節日通日票計劃，才使每日載客量在2005年12月達到九鐵公司定下每日20萬人次使用的目標。
此外，西鐵通車初期客量偏低，與快速公路網絡擴張及完善化不無關係。在1998年大欖隧道啟用後，元朗區有了直達市區的快速公路，而屯門公路的塞車情況亦大幅緩和，再加上汀九橋、西九龍公路、西區海底隧道這些在三號幹線所途經公路的配合；大量可直達市區的巴士路線開辦，西鐵就明顯顯得失色。
但隨着九龍南綫於2009年8月16日通車，西鐵綫終於可直達尖沙咀（尖東站）這些核心地段。使西鐵綫班次於非公眾假期的星期一至五早上繁忙時間由3.5分鐘加密至3分鐘一班，單一方向每小時可載客量達至4.69萬人次，2010年平均每日有33.3萬人次乘客，按年上升12%。雖然近年西鐵綫沿綫一帶的人口不斷增加，但在平日早上繁忙時段，最繁忙的錦上路站往荃灣西站路段，列車單一方向平均載客量為每小時2.74萬人次，平均載客率僅為58%；而在2011年6月12日，西鐵綫班次於非公眾假期的星期一至六黃昏繁忙時間已由4.5分鐘加密至4分鐘一班，於每日晚上10時後已由8.5分鐘加密至7分鐘一班，以及由紅磡站開往屯門站尾班車由晚上00:08延長至00:25開出。2012年8月27日起，平日黃昏繁忙時間列車班次，由4分鐘一班加密至3.5分鐘一班，平日及星期六、日的非繁忙時間列車服務，則由6-9分鐘一班，加密至6-7分鐘一班。港鐵認為現時列車服務及水平，足夠應付乘客需要，暫毋需增加每班列車的車廂數目；惟為配合沙中綫落成形成東西走廊（屯馬綫），西鐵綫列車將由2016年1月2日起逐漸增至8卡，並於2018年5月27日起完成列車改裝工程並可全數以8卡編組列車載客。

### 兩鐵合併後取消優惠
2007年12月2日，九鐵公司跟地鐵公司合併，原本九廣西鐵的路線、設施和車輛一併租予香港鐵路公司營運（港鐵公司），員工則過渡到港鐵公司。西鐵易名，路綫色彩更改。原來接駁地鐵的美孚站及南昌站先進行了大改造，其中美孚站跟地鐵的美孚站合併，而美孚站及南昌站兩站的分隔閘機亦在2008年第四季初拆除。在此之前，西鐵綫的票務，除了部分優惠取消及部分車費減價外，基本上與合併前一樣。合併帶來的重要變更如下：
- 九廣西鐵易名西鐵綫
- 路綫色彩由粉紅色更為玫瑰粉紅色
- 西鐵自悠通由西鐵綫全日通取代，及後由屯門－南昌全日通取代
- 西鐵全月通由西鐵綫全月通取代，及後由屯門－南昌全月通加強版取代
- 西鐵轉乘新巴路線701、702的免費優惠及路線971的減價優惠取消（實際落實日期為2007年12月1日，即合併前一日，但兩鐵合併普遍被視為原因）
- 車費減免（包括西鐵綫內車程及轉乘來或往其他港鐵路綫，但不包括部分單程票車程）
- 打穿位於南昌站西鐵綫1號月台及東涌綫4號月台之間的部份牆壁作為轉乘通道。

### 荃灣綫轉車站
為了迎接九廣鐵路公司的九廣西鐵（現西鐵綫）及九廣東鐵（現東鐵綫）尖沙咀支線的啟用，美孚站及尖東站都分別興建了新的大堂及地底行人隧道，以接駁現時荃灣綫的美孚站及尖沙咀站。美孚站的D出口轉乘通道於2003年九廣西鐵通車時同時啟用，乘客可直接使用該行人通道步行至荃灣綫的美孚站。上述轉乘通道在兩鐵合併後的2008年9月28日起無須出入閘轉乘兩綫；而連接尖東站與尖沙咀站的轉乘通道（即F、G出口），G出口於2004年10月24日與九廣東鐵（現東鐵綫）尖沙咀支線通車時一同啟用，連接尖東站麼地道行人隧道。F出口則在2005年3月30日啟用，連接尖東站中間道行人隧道。不過，港鐵公司在2009年8月16日把尖東站改編為西鐵綫後，部份乘客選擇改回九龍塘站轉車；使本綫的尖東站至紅磡站一段的人流回落。

### 大堂加鐵鍊 禁止市民休憩

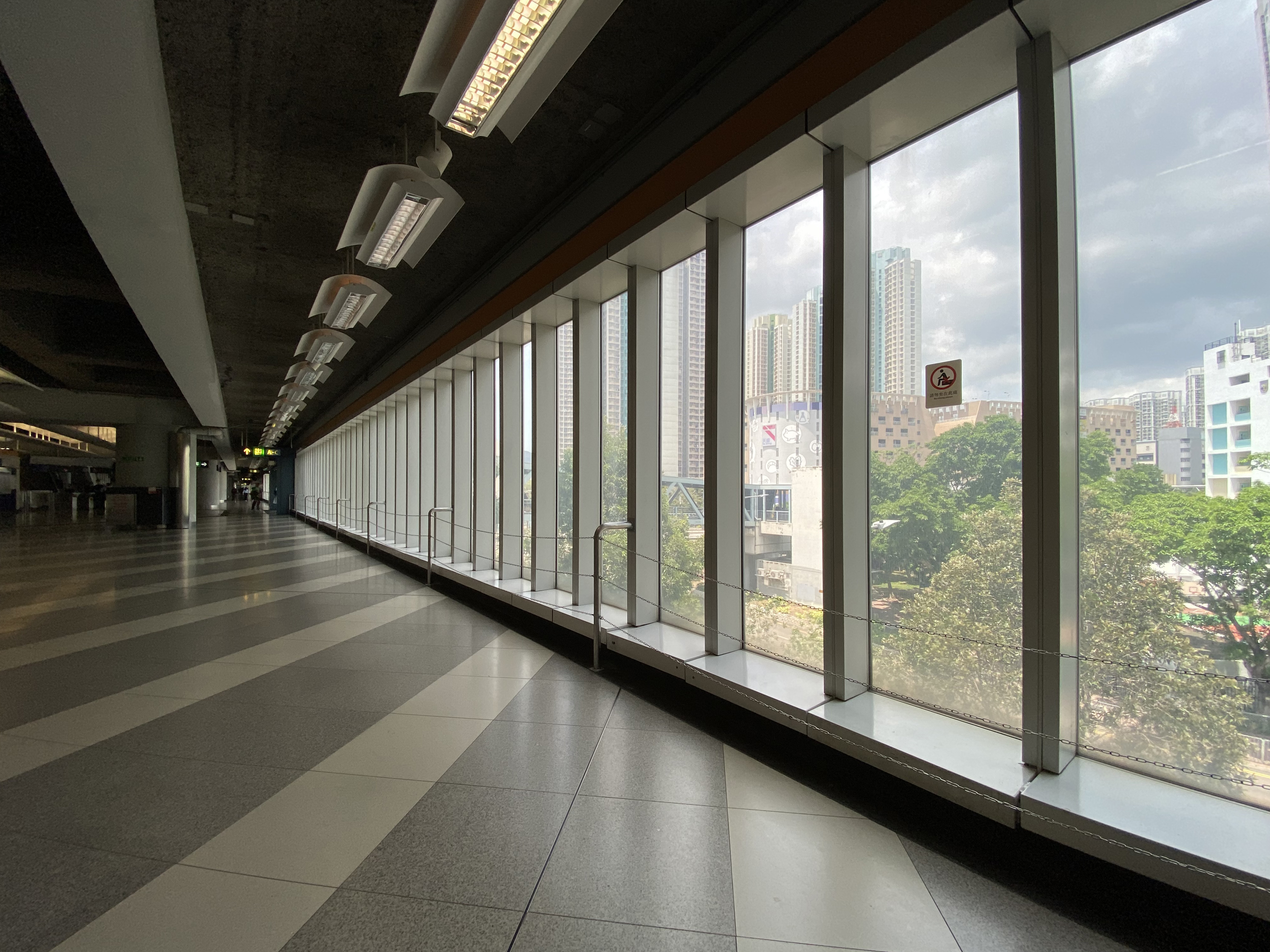
2021年3月開始，港鐵稱有人投訴車站環境造成影響為由，在天水圍站、元朗站及朗屏站大堂近玻璃幕牆位置加裝了鐵鍊，防止市民休憩

西鐵綫大堂空間廣闊，但港鐵一直未有在所有車站的非收費範圍都設置座位讓市民休憩，只有極少部分車站如紅磡站才有設置此類休憩設施。以往市民會在坐在走廊玻璃幕牆前的灰色地台休息，不過由2021年3月開始，港鐵稱有人投訴車站環境造成影響為由，在天水圍站、元朗站及朗屏站大堂近玻璃幕牆位置加裝了鐵鍊，防止市民坐下。有網民批評港鐵此舉只為自身的形象著想，完全沒有考慮市民的需要，暗指港鐵「無人性」，也認為鐵鍊十分核突（不美觀）。

### 記事
- 2001年12月13日，由錦上路站至屯門站之間的高架橋舉行落成典禮，象徵此13.4公里，全港最長的高架橋由1999年7月起用30個月便建成（屯門站和兆康站之間有約一公里路段位於屯門河畔公園地面）。
- 2003年12月16日，九鐵公司於早上10時正開始一連3日的西鐵慈善試搭日，以港幣15元的成人票價或7.5元的小童或長者票價，讓公眾人士試搭，不設出閘時限及可同時享用輕鐵或九鐵巴士的八達通免費轉乘優惠（但該段期間不設九龍巴士及綠色專線小巴之轉乘優惠）。
- 2004年7月23日，學生日票計劃，「西鐵學生全日通」推出，至同年8月31日止。
- 2004年8月1日，月票計劃，「西鐵全月通」推出，並一直延用至今。
- 2004年12月20日，日票計劃，「西鐵節日通」推出。
- 2005年8月4日：為彌補7月21日九廣西鐵訊號故障造成的影響，西鐵在這天早上10時半前全線免費讓市民乘搭。[35][36]
- 2005年9月1日，日票計劃，「西鐵自悠通」推出，取代之前的「西鐵節日通」。此計劃原定會一直延用至今，但由於隨著兩鐵合併的關係，因此「西鐵自悠通」就由西鐵綫全日通取代。
- 2006年12月10日，九鐵公司為慶祝西鐵通車3週年，舉辦八鄉維修中心開放日，予公眾參觀。
- 2009年7月16日，西鐵綫改用市區綫報站廣播。
- 2011年6月12日起，西鐵綫由紅磡站出發的服務時間由凌晨0時08分延長至0時25分，每晚10時後，更會加密班次，由8.5分鐘加強至7分鐘一班，共多8班列車行駛。周一至周六下午5時至7時半，亦由4.5分鐘加強至4分鐘一班，每天共增多約12班車。
- 2012年2月12日，西鐵綫改用市區綫關門廣播。
- 2012年8月27日起，西鐵綫進一步加密班次。
- 2016年1月2日起，西鐵綫列車逐步由7卡增加至8卡。
- 2018年5月27日，西鐵綫完成7卡列車更換至8卡列車的改裝工程，全數列車以8卡編組行駛[25]。
- 2020年2月29日起，因應2019冠状病毒病影響下，西鐵綫臨時減少平日非繁忙時段、星期六、日及公眾假期班次，直至另行通知。
- 2020年3月7日，首列港鐵屯馬綫中國製列車於西鐵綫投入服務。

## 車站列表
| 站名 | 站名   | 轉乘路綫      | 轉乘路綫                      | 所在行政區域 | 通車日期       |
| 西鐵綫 | 西鐵綫 | 西鐵綫        | 西鐵綫                        | 西鐵綫       | 西鐵綫         |
| --- | ------ | ------------- | ----------------------------- | ------------ | -------------- |
| | 屯門   | 輕鐵 屯門站   | 505 507 751                   | 屯門區       | 2003年12月20日 |
| 輕鐵 河田站 | 屯門   | 507 751       |                               | 屯門區       | 2003年12月20日 |
| | 兆康   | 輕鐵 兆康站   | 505 610 614 614P 615 615P 751 | 屯門區       | 2003年12月20日 |
| | 天水圍 | 輕鐵 天水圍站 | 705 706 751 751P              | 元朗區       | 2003年12月20日 |
| 輕鐵 天耀站 | 天水圍 | 705 706 761P  |                               | 元朗區       | 2003年12月20日 |
| | 朗屏   |               |                               | 元朗區       | 2003年12月20日 |
| | 元朗   | 輕鐵 元朗站   | 610 614 615 761P              | 元朗區       | 2003年12月20日 |
| | 錦上路 | 北環綫[NOL]   | 北環綫[NOL]                   | 元朗區       | 2003年12月20日 |
| | 荃灣西 | [TSW]         | [TSW]                         | 荃灣區       | 2003年12月20日 |
| | 美孚   | 荃灣綫        | 荃灣綫                        | 深水埗區     | 2003年12月20日 |
| | 南昌   | 東涌綫        | 東涌綫                        | 深水埗區     | 2003年12月20日 |
| | 柯士甸 | 香港西九龍站  | 高速鐵路[CRA]                 | 油尖旺區     | 2009年8月16日  |
| 九龍站 | 柯士甸 | 機場快綫[KOW] |                               | 油尖旺區     | 2009年8月16日  |
| | 尖東   | 尖沙咀站      | 荃灣綫[TST]                   | 油尖旺區     | 2004年10月24日 |
| | 紅磡   | 香港紅磡站    | 城際直通車[CRA]               | 油尖旺區     | 2009年8月16日  |
| 東鐵綫 | 紅磡   |               |                               | 油尖旺區     | 2009年8月16日  |
| 附註 |        |               |                               |              |                |
| - NOL 計劃中的北環綫將會由古洞站連接錦上路站，預計2025年動工，2034年通車。 - TSW 荃灣西站沒有車站通道連接荃灣站，亦非轉乘荃灣綫的指定接駁車站；但現時出閘後可經行人天橋步行或乘坐小巴前往，惟利用本站轉乘會以兩程車程計。 - CRA 香港西九龍站及香港紅磡站屬邊境禁區車站，受《香港鐵路附例》第8A部〈過境限制區〉規管，持有效證件方可進入有關車站的收費區。 - KOW 柯士甸站現時沒有車站通道連接九龍站，亦非轉乘東涌綫的指定接駁車站；但可出閘後經佐敦道行人天橋步行前往，惟利用本站轉乘會作兩程車程計。乘客應利用南昌站轉乘東涌綫； 而柯士甸站乘客可以步行前往九龍站接駁機場快綫，可享用免費港鐵接駁優惠。 - TST 本站設有非收費區的車站通道連接，於本站以八達通或港鐵都會票（如適用）出閘後30分鐘內到尖沙咀站入閘轉乘荃灣綫會當作一程計。而持有一張單程車票的乘客，不可在此站進行轉乘，若於本站轉車便需重新購買單程票。 |        |               |                               |              |                |
| 论 编 |        |               |                               |              |                |

## 线路特色

### 密封路段
由紅磡站以南至大欖隧道的西鐵綫路軌絕大部分都是密封的。這是避免對周遭的景觀造成影響以及市區地段沒有多餘空間興建高架橋或地面鐵路所致。
- 地面路段：紅磡站以南和南昌站以南至美孚站之間的部份路段是建於地面的。列車進出紅磡站時會通過一小段露天路段；南昌站以南至美孚站路段在已架空的連翔道南行下方，和在部分已架空為平台花園形式的南昌公園和荔枝角公園第二及第三期範圍下方行走，並採用密封設計，以避免干擾該段與旁邊平行的東涌綫和機場快綫，以及在避免走線影響荃灣綫下通往美孚站，所以令乘客感覺置身於地底之下。
- 地底路段：紅磡站以南至南昌站以南，美孚站以北是葵青隧道，然後是荃灣新填海區的荃灣西站。荃灣西站以北是西鐵綫的大欖隧道，長5.5公里，是全香港最長的鐵路隧道。

### 架空路段

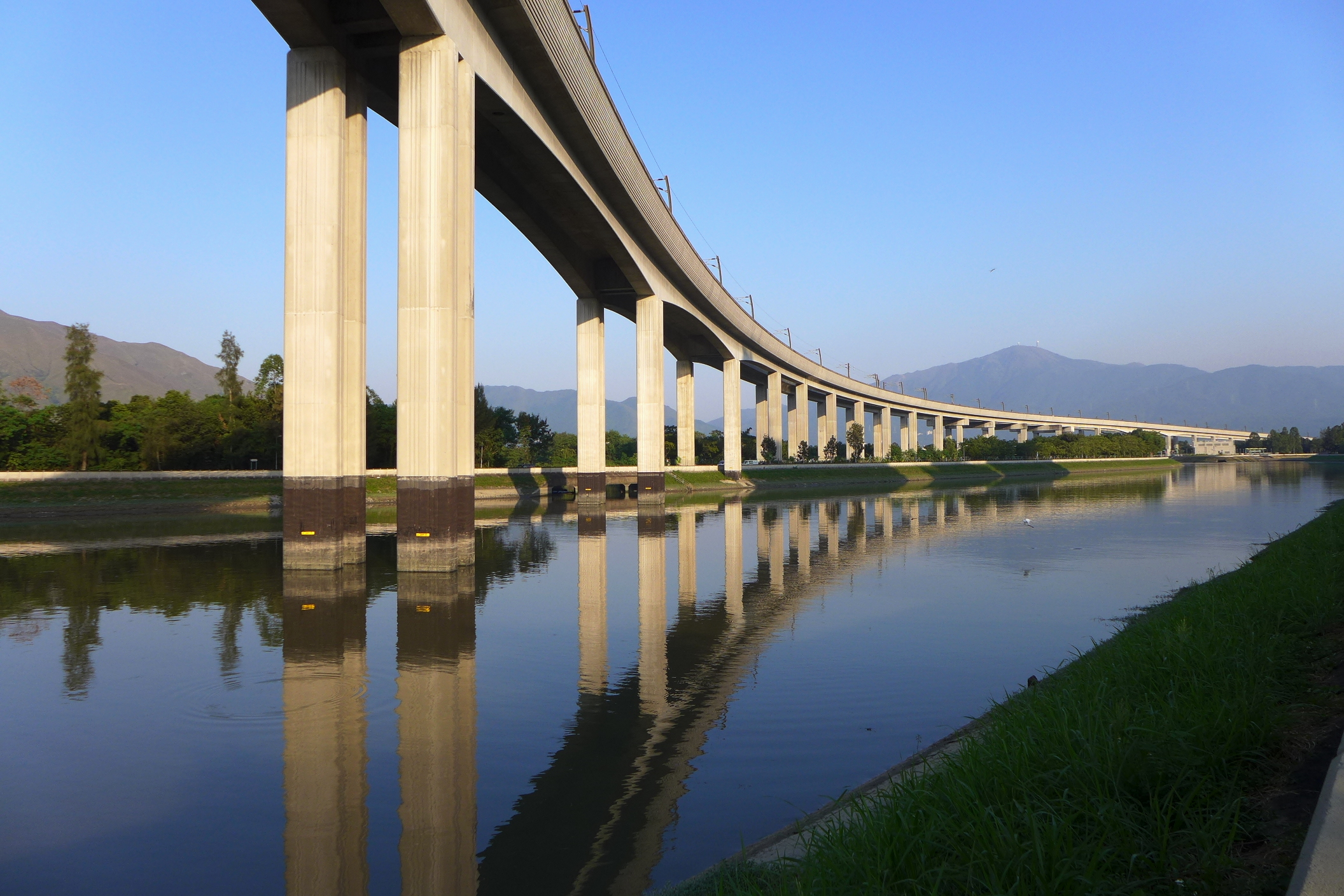
西鐵綫近錦田河高架橋

當列車離開大欖隧道會回到地面，在隧道出口至車站之間建有港鐵八鄉車廠，然後到達錦上路站，在車站旁設有西鐵綫的辦公室港鐵錦田大樓。而西鐵綫的其餘路段，即錦上路站至屯門站（兆康站除外，兆康站為地面車站），則大部份建於高架橋之上，橋上均設有緊急逃生通道。
西鐵的高架橋長13.4公里，是全香港最長的一條。興建如此長的高架橋避免路軌建在路堤上，此做法有多個原因，包括：
- 避免阻礙觀瞻。
- 減少鐵路及行車路之間的平交道，減少因讓路予汽車或者輕鐵而妨礙列車班次的機會。
- 避免服務受到水浸影響。
- 以免影響現有的排水系統

高架橋裝有一套消音系統，是為浮動平板軌道。在西鐵綫首次應用，能大幅減少行車造成的噪音。此包括通道下的吸音物料、兩邊的吸音槽與及承載路軌的特殊方法。路軌並不是直接由高架橋承載，而是裝設於具彈力的裝置上。下面是混凝土磚塊，磚塊又鋪設在橡膠墊之上，對下才是橋身。這方法可有效減少列車行駛途中的擺動，也是減少噪音的方法。這種高架橋軌道在後來興建的馬鞍山鐵路以及落馬洲支線都有使用。
另外，西鐵綫所有架空車站月台均設空調並裝設月台幕門；然而比此綫遲一年通車，全露天路段的馬鞍山鐵路的車站月台卻因節省建設成本而改為開放式設計和不設空調，因此建設時沒有裝設月台幕門（當時月台閘門尚未出現，該線各站於2014-2017年陸續加裝月台閘門）。

### 創下多項創舉
西鐵綫創下了以下創舉：
- 全港首兩個設於河上的車站－屯門和兆康（朗屏站所在之處原來位於明渠上方，但因該路段河道較窄，已配合工程覆蓋成為道路。）
- 全球最深樁柱－朗屏站（129米）
- 全港最長交通運輸隧道－大欖隧道（5.5公里）
- 全港最長高架橋－錦上路站至屯門站（全長13.4公里）（屯門站和兆康站之間有約一公里路段位於屯門河畔公園地面）
- 全港最長的鐵路車站－天水圍站（460米）
- 全球最長月台幕門－尖東站（300米）[39]

## 車務資訊

### 班次（以分鐘計算）
| 時段                            | 班次     |
| ------------------------------- | -------- |
| 星期一至五早上繁忙時段          | 3        |
| 星期一至五晚上繁忙時段          | 3.5      |
| 星期六早上繁忙時段              | 3.5      |
| 星期六晚上繁忙時段              | 4        |
| 星期一至六頭班車至繁忙時間前    | 6.7 - 10 |
| 星期一至五日間非繁忙時段        | 6        |
| 星期六日間非繁忙時段            | 5.5-5.9  |
| 星期一至四晚上繁忙時段後至23:30 | 5.5      |
| 星期一至四23:30後至收車         | 7-10     |
| 星期五及六晚上繁忙時段後至收車  | 5        |
| 星期日及公眾假期頭班車至10:00前 | 8.9 - 10 |
| 星期日及公眾假期10:00-22:00     | 5.5 - 6  |
| 星期日及公眾假期22:00起至收車   | 7-10     |

### 備註
1. ↑  07:00-09:00
2. ↑  為紓緩早上繁忙時段在樽頸位置的擠擁情況，天水圍站將於8時07及18分左右開出一班列車前往紅磡。在此時段，有關路段之平均班次為2分50秒。
3. ↑  17:00-19:30
4. ↑  為紓緩晚上繁忙時段的擠擁情況，南昌站將於18時33分左右開出一班列車前往屯門。
5. ↑  紅磡站開07:30-09:00，屯門站開07:00-09:00
6. ↑  17:00-19:30
7. 1 2  由屯門站開出的最後兩班列車分別於00:03及00:15開出，相隔12分鐘。

### 短途班次
西鐵綫每日於清晨以及繁忙時間之前或之後均設立以下短途班次︰
- 錦上路至屯門︰這種列車為出廠車，現時於服務時間內部份由八鄉車廠開往屯門的列車，會於錦上路開始接載乘客往屯門。
- 荃灣西至紅磡︰這種列車為出廠車，現時於服務時間內部份由八鄉車廠開往紅磡的列車，會於荃灣西開始接載乘客往紅磡。
- 尖東至紅磡︰每日清晨時份有一班列車從尖東站起接載乘客往紅磡站，以便接駁東鐵綫。
- 紅磡至美孚︰這種列車為回廠車，星期一至六早上繁忙時間後，部份由紅磡往八鄉車廠的回廠車，會載客至美孚站才清客，大幅加密紅磡往美孚的列車班次，亦避免浪費可載客的班次。

乘客可以透過iOS或Android應用程式「MTR Mobile」或使用經「data.gov.hk」授權的應用程式查閱輕鐵、東涌綫、機場快綫、將軍澳綫及西鐵綫（及後來的屯馬綫）未來四班抵站列車的到達時間，亦可以在港鐵網站查閱詳細時間表。

## 票務

### 八達通
- 巴士免費轉乘優惠：必須於指定西鐵綫車站出閘後60分鐘內再於巴士八達通收費器確認，或於巴士八達通收費器確認後60分鐘內再於指定西鐵綫沿途各站入閘。
- 輕鐵免費轉乘優惠：必須於指定西鐵綫車站出閘後30分鐘內再於指定輕鐵站入站收費器確認，或於指定輕鐵站出站收費器確認後30分鐘內再於指定西鐵綫沿途各站入閘。
- 在尖東站出站，到尖沙咀站轉乘荃灣綫，會被視作一程車程

- 注意事項：
  - 乘搭輕鐵時，必須按正常程序確認「入站」及「出站」，否則會當作無票乘車及須繳交附加費。
  - 如轉乘模式為「輕鐵／港鐵巴士→西鐵綫→輕鐵／港鐵巴士」，整個行程不可超過120分鐘（此限制不適用於「屯門－南昌全月通加強版」、「屯門－紅磡全月通加強版」、「屯門－南昌全日通」、「機場快綫旅遊票」、「遊客全日通」或「遊客過境旅遊票」持有人）。
  - 免費轉乘輕鐵須為HK$5.2（成人）或以下的車程（持特惠八達通者的適用輕鐵車程與成人相同）（此限制不適用於「屯門－南昌全月通加強版」、「屯門－紅磡全月通加強版」、「屯門－南昌全日通」、「機場快綫旅遊票」、「遊客全日通」或「遊客過境旅遊票」持有人）。
  - 由輕鐵轉乘西鐵綫的乘客，請於轉乘西鐵綫前於出站收費器上確認，否則會扣除輕鐵最高車資及不可賺取輕鐵個人八達通積分，而轉乘優惠亦會自動失效；如乘搭輕鐵後在西鐵綫原站出入，當中的差額不會退回。
  - 轉乘輕鐵的乘客，請於出站前於出站收費器上確認，否則會扣除輕鐵最高車資，而轉乘優惠亦會自動失效。
  - 轉乘優惠不可以與機場快綫免費港鐵接駁服務共用。
  - 使用「機場快綫旅遊票」（連續3天無限次乘搭港鐵車程仍然有效期間）亦可享有免費轉乘優惠。
  - 使用「屯門－南昌全日通」亦可免費乘搭輕鐵，但車票必須為發售／換領當日使用。
  - 使用「遊客全日通」亦可免費乘搭輕鐵，但車票必須先有港鐵車程紀錄。

### 月票
「屯門－南昌全月通加強版」及「屯門－紅磡全月通加強版」是一種透過八達通來使用的月票，其月票記錄在八達通的內置晶片內。
兩款「全月通」在每月的前7天至該月7日發售，「屯門－南昌全月通加強版」在西鐵綫屯門至南昌沿途各站的客務中心發售，「屯門－紅磡全月通加強版」則在西鐵綫沿途各站的客務中心發售。「屯門－南昌全月通加強版」適用於無限次乘搭西鐵綫（往來屯門至南昌站），而「屯門－紅磡全月通加強版」適用於無限次乘搭西鐵綫沿綫各站，兩款「全月通」均適用於無限次乘搭輕鐵、各港鐵巴士（新界西北）路綫及專線小巴95K線；使用該月票往來非指定車站之連接車程可享額外正價車費75折優惠（羅湖站或落馬洲站除外）。除該些指定路線外，使用「全月通」的乘客不可享有其他接駁服務的轉乘優惠。
「屯門－南昌全月通加強版」及「屯門－紅磡全月通加強版」現時售價分別為HK$525及HK$615（優惠價分別是HK$410及HK$515）。

### 日票
西鐵「節日通」於2004年12月20日推出，售價為港幣20元，適用於購票當天無限次乘搭西鐵、輕鐵、各新界西北的九鐵巴士、港鐵接駁巴士、K16線、以及於推廣期間內推出的其他免費接駁服務。於2005年9月1日起改為長期推廣，並於當日起改名為西鐵「自悠通」，於各西鐵站票務處發售。為了吸引乘客交回已使用的磁帶車票，凡交回任何已逾期的10張「自悠通」或「節日通」車票，可免費換取即日有效的「自悠通」連登車證各一張。「自悠通」曾經有免費乘搭專線小巴81K線的優惠，於2005年2月1日生效，但已於2007年1月1日起取消。另外曾經有新巴701線、702線及專線小巴95K線之轉乘優惠亦於同日取消。
「自悠通」原定優惠期至2007年12月31日，但兩鐵合併時被西鐵綫全日通取代。西鐵綫全日通的使用方式、發售地點、售價和使用範圍與西鐵自悠通一樣，於購買車票當天可無限次乘搭港鐵西鐵綫、所有輕鐵路綫、所有港鐵巴士綫及港鐵接駁巴士K16線。
隨西鐵綫於2009年8月16日伸延至紅磡站，原有西鐵綫全日通被屯門－南昌全日通取代。屯門－南昌全日通的使用方式、發售地點、售價和使用範圍與西鐵全日通大致一樣，於購買車票當天可無限次乘搭港鐵西鐵綫（往來屯門至南昌站）、所有輕鐵路綫及所有港鐵西北接駁巴士綫。而原有接駁K16線的優惠亦即日取消，K16線亦於一個月後取消服務。
屯門－南昌全日通現時售價為HK$28，發售地點：西鐵綫屯門至南昌沿途各站客務中心

### 西鐵學生全日通（已取消）
西鐵學生全日通是2004年7月21日至8月31日期間的優惠車票，供12至25歲持有有效本港全日制學生證購買及使用。售價為HK$18，於各西鐵綫客務中心發售。適用於購票當天無限次乘搭西鐵綫、輕鐵、新界西北的港鐵巴士、已取消的港鐵接駁巴士路線K16、專線小巴95K線、並在2004年8月22日起可以免費乘搭新巴701及702線。

## 乘客量
西鐵綫連接新界西各大住宅區和西九龍市區，並能在九龍市區連接東涌綫、荃灣綫和東鐵綫，以及在新界西各站（朗屏站除外）連接輕鐵往返新界西各大屋邨、屋苑，服務範圍廣闊。但由於以下原因，本綫通車初期的客量遠低於九廣鐵路公司於1995年決定興建西鐵時的預測：
- 新界西北人口增長速度放緩（2004年人口為104萬，較九鐵公司採用的假設人口少13萬）
- 當時地產市道呆滯，西鐵車站沿線物業發展時間表需要調整，以致西鐵車站附近範圍尚未形成具規模的直接載客範圍；而對於當時新界西北現有住宅區居民來說，車站位置不太方便（如天水圍站相比天水圍新市鎮更接近屏山、元朗站遠離元朗大馬路一帶），往往需要依靠輕鐵、小巴等其他交通工具接駁
- 通車初期本線最南只到達南昌站，未能深入九龍區核心地帶
- 當時新界西對外的道路網絡完善（三號幹線投入服務後，專營巴士受屯門公路交通擠塞影響的情況已大為改善。）
- 屯門區居民前往市區經屯門公路會比較直接，西鐵須繞經天水圍及元朗
- 車費昂貴

隨著時間過去，九鐵持續採取多項措施提高西鐵競爭力和接駁輕鐵及其他交通工具的方便程度，加上新界西得到更多發展後，以及延伸段九龍南綫於2009年通車，能夠直達油尖旺區的心臟地帶，本線開始吸引更多新界西北居民使用，並吸納更多種類的乘客（如有乘客以此路線往返九龍其他地區和本線途徑的西九龍填海區，以及單車發燒友攜帶單車從港九前往新界西踏單車，還有不少的屯門區院校學生以此線來往住所和校園），本線客量開始上升。吸引上述乘客乘搭西鐵綫的最主要原因之一是該些乘客開始意識到本線能方便快捷連接市區和新界西（相比容易出現擠塞的陸路交通要道如屯門公路、荃灣路和汀九橋，本綫不受塞車影響，而且列車速度快，乘客更易預算和節省交通時間），因此在繁忙時間，乘客經常擠進本綫車廂，環境過於擠迫。上午繁忙時間在天水圍站以後的車站上車甚為困難，下午繁忙時間則以在九龍各站較多乘客上車。若繁忙時間內屯門公路發生事故，會有更多乘客使用本線，擠逼情況更見嚴重。但繁忙時間以外則較少出現擠逼。
2014年立法會文件披露西鐵綫2013年最繁忙路段載客率和客量，若以每平方米四人站立密度計算，得出99%接近飽和的載客率，現時早上繁忙時段客量達每小時3.46萬人次。同年的預測日載客量為55.8萬人次，實際為約41.1萬人次。
根據港鐵向立法會提交的2015年統計數字，2015年西鐵線以每平方米六人站立密度計算的最高可載客量為4.92萬人次，而最繁忙的路段為錦上路站至荃灣西站，早上繁忙時段客量達每小時3.64萬人次，載客率以每平方米四人及六人站立密度計算分別為104%及74%，載客率為所有港鐵重鐵路線中最高。
早上繁忙時段，每小時最繁忙路段的單向客量資料：
| 年份       | 實際可載客量 （6 ppsm） | 實際乘客量 | 載客率 （6 ppsm） | 載客率 （4 ppsm） | 最繁忙路段         |
| ---------- | ----------------------- | ---------- | ----------------- | ----------------- | ------------------ |
| 2010年     | 46,900                  | 27,400     | 58%               | 無資料            | 錦上路站往荃灣西站 |
|            |                         |            |                   |                   |                    |
| 2013年     | 49,200                  | 34,600     | 70%               | 99%               | 錦上路站往荃灣西站 |
| 2014年     | 49,200                  | 36,600     | 74%               | 104%              | 錦上路站往荃灣西站 |
| 2015年     | 49,200                  | 36,400     | 74%               | 104%              | 錦上路站往荃灣西站 |
| 2016年     | 52,200                  | 36,800     | 70%               | 99%               | 錦上路站往荃灣西站 |
| 2017年     | 56,200                  | 40,300     | 72%               | 101%              | 錦上路站往荃灣西站 |
| 2018年     | 56,200                  | 40,400     | 72%               | 101%              | 錦上路站往荃灣西站 |
| 2019上半年 | 56,200                  | 39,600     | 70%               | 99%               | 錦上路站往荃灣西站 |
| 2019下半年 | 56,200                  | 25,900     | 46%               | 65%               | 錦上路站往荃灣西站 |

平均每日乘客人次：
| 年份   | 平均每日人次 | 按年增幅 | 備註                                                             |
| ------ | ------------ | -------- | ---------------------------------------------------------------- |
| 2003年 | 106,000      | N/a      | 西鐵在2003年12月20日通車。                                       |
| 2004年 | 131,000      | ▲23.6%   |                                                                  |
| 2005年 | 177,000      | ▲35.1%   |                                                                  |
| 2006年 | 198,000      | ▲11.9%   |                                                                  |
| 2007年 | 211,000      | ▲6.6%    | 兩鐵於2007年12月2日合併，故本年只計算合併前335天的平均乘客人次。 |
| 2008年 | 223,000      | ▲5.7%    |                                                                  |
| 2009年 | 298,000      | ▲33.6%   | 九龍南綫於2009年8月16日通車，西鐵綫延伸至紅磡站。                |
| 2010年 | 333,000      | ▲11.7%   |                                                                  |
|        |              |          |                                                                  |
| 2013年 | 384,400      | N/a      |                                                                  |
| 2014年 | 410,700      | ▲6.8%    |                                                                  |
| 2015年 | 418,100      | ▲1.8%    |                                                                  |
| 2016年 | 420,400      | ▲0.6%    | 開始使用8卡列車                                                  |
| 2017年 | 430,000      | ▲2.3%    |                                                                  |

此外，在2014年雨傘革命期間，港鐵重鐵服務的乘客數量均有所上升。其中，在撇除星期六、日、公眾假期及特別日子後，西鐵綫在2014年9月1日至27日，9月28日至10月25日及10月25日至12月15日的平日每天平均乘客量分別為432,000、453,200及448,500人次

## 列車編組
本綫主要採用日本製造的港鐵伊藤忠近畿川崎列車，又稱作IKK列車或SP1900型列車（合約編號SP1900/SP1950/KRS991/1151）及中國长春製造的港鐵屯馬綫中國製列車，以及加拿大的SelTrac CBTC訊號系統（在屯馬綫一期貫通前夕，原馬鞍山綫部分的訊號系統已一併升級至SelTrac CBTC；而在九龍南線通車以前，則為SelTrac IS）提供客運服務。
然而由於東鐵綫的新訊號系統及其中一列港鐵中期翻新列車（E70/E92編組）在多次反修例運動示威中均遭受破壞和燒毀而提早退役，導致該綫車源緊張，亦令該綫剩餘的5列港鐵伊藤忠近畿川崎列車未能按計劃進行重編工程，因此港鐵抽調1列馬鞍山綫的港鐵屯馬綫中國製列車有限度擴充車隊，該列車於2020年3月7日投入服務；及後再有2列港鐵屯馬綫中國製列車分別於2020年4月4日及5月2日投入服務；2021年4月18日起，因應屯馬綫全線試車，屯馬綫一期的5列港鐵伊藤忠近畿川崎列車及14列港鐵屯馬綫中國製列車，共有19列列車在西鐵綫投入服務。本綫因而有38列港鐵伊藤忠近畿川崎列車及17列港鐵屯馬綫中國製列車，合共55列列車。
過去本綫每列車有7卡車廂，從2016年1月2日起，開始有8卡車廂的列車行駛本綫。
55列已投入服務列車中（所有列車均會同時服務屯馬綫一期），22列為九廣西鐵2003年通車時購置（D301/D302 > D343/D344）、4列為九龍南綫通車時的增備列車（D345/D346 > D351/D352）、2列原為馬鞍山綫列車合併西鐵綫車卡（D353/D354及D355/D356）、2列原為東鐵綫列車（D357/D358及D367/D368）、2列原為馬鞍山綫列車合併原為東鐵綫車卡（D363/D364及D369/D370）、1列剩兩車卡合併原為馬鞍山綫列車（D383/D384）。共有33列是由九鐵公司擁有；另有3列是由港鐵公司擁有，1列原為馬鞍山綫的港鐵屯馬綫中國製列車（D415/D416）、1列曾於馬鞍山綫試車，但未於該綫服務的港鐵屯馬綫中國製列車（D421/D422）、1列從來未有調往馬鞍山綫的港鐵屯馬綫中國製列車（D427/D428）。2021年4月18日起，因應屯馬綫全線試車，原服務屯馬綫一期的19列列車亦會於西鐵綫行駛，包括1列原為東鐵綫列車的8卡列車（D361/D362）、3列原為馬鞍山綫列車合併原為東鐵綫車卡（D359/D360、D365/D366及D371/D372）、1列剩兩車卡合併原為馬鞍山綫的8卡列車（D377/D378）共有5列是由九鐵公司擁有；另有14列是由港鐵公司擁有的屯馬綫中國製列車（D397/D398及D401-D413/D402-D414、D417/D418、D419/D420、D423/D424、D425/D426、D429/D430、D431/D432）。西鐵綫車站月台長度為9卡，列車最長亦可以是9卡，但柯士甸站只有8卡容量，所以就以8卡行走。
- 2003年，西鐵通車時，車隊只有22列SP1900列車。
- 2007年，西鐵抽調了馬鐵兩列SP1950列車（車隊編號：D533/D534及D535/D536）與KRS991列車的其中6節車廂分別連結組成2列新車（車隊編號：D353/D354及D355/D356）。而KRS991合約內其餘車卡，則分別連結組成4列新車，令車隊數目增至28列。
- 2015年，為應付西鐵綫近年乘客量增加，港鐵公布將西鐵綫全數28列7卡車，增加至8卡（將H拖卡---H301-H355，單數，插入在列車上），並於30個月內分階段完成改裝工程，由2018年5月27日起，可全數投入載客服務。同時會加入動態路線圖，車卡通道頂亦會新設液晶體顯示螢幕。[55]為減少列車服務受到影響，港鐵已抽調一列東鐵綫列車（車隊編號：D201/D203）進行改裝，組成了（車隊編號：D357/D358），令西鐵綫列車數目增至29列。
- 2017年，西鐵綫抽調了馬鞍山綫一列SP1950列車（車隊編號：D501/D502）與SP1900列車的D209/D211剩餘的3節車廂（M209、H210、P212）和1節1151的新車廂（H363）組成了（車隊編號：D363/D364），令車隊數目增至30列。
- 2018年，西鐵綫抽調了馬鞍山綫兩列SP1950列車（車隊編號：D521/D522）與SP1950列車的D517/D518剩餘的2節車廂（M517、P517）和2節1151的新車廂（H383、C384）組成了（車隊編號：D383/D384），令車隊數目增至31列。
- 2018年5月27日，西鐵綫全面以8卡編組的列車行駛[25]。
- 2018年，西鐵綫抽調了馬鞍山綫一列SP1950列車（車隊編號：D515/D516）與東鐵綫一列SP1900列車（車隊編號：D221/D223），原馬鞍山綫的（車隊編號：D515/D516）與原東鐵綫的D221/D223剩餘的4節車廂（F223、P224、H222、M221）組成了（車隊編號：D369/D370），令車隊數目增至32列。其後該原東鐵綫列車其餘車廂組成了（車隊編號：D367/D368），令車隊數目增至33列車。
- 2019年，西鐵綫抽調了馬鞍山綫一列港鐵屯馬綫中國製列車（車隊編號：D415/D416），於2020年3月7日在西鐵綫投入服務，令車隊數目增至34列。
- 2020年，西鐵綫兩列港鐵屯馬綫中國製列車（車隊編號：D421/D422及D427/D428），分別於4月4日及5月2日投入服務，令車隊數目增至36列。因應本型號列車已增至3列，因此於2020年第三季開始會陸續安排本型號列車於西鐵綫全日行走。
- 2021年4月18日起，因應屯馬綫全線試車，屯馬綫一期的5列港鐵伊藤忠近畿川崎列車及14列港鐵屯馬綫中國製列車，共有19列列車在西鐵綫投入服務，同時所有西鐵綫列車均會於屯馬綫一期投入服務。

列車組合：D-P-M-H+C-M-P-D／D-P-M+C-M-P-D（改裝前，7卡）／D-P-M-K+C-M-P-D（中國製列車）。
西鐵綫與屯馬綫一期共使用55列列車行駛混合行駛，車型分佈如下：
- 38列港鐵伊藤忠近畿川崎列車。
- 17列港鐵屯馬綫中國製列車。
- D - 設有駕駛室的拖卡（D301-D372／D377-D378／D383-D384／D397-D398／D431-D432）
- P - 設有集電弓的動力車卡（P301-P372／P377-P378／P383-P384／P397-P398／P431-P432）
- M - 設有輪椅預留位的動力車卡（M301-M372／M377-M378／M383-M384／M397-M398／M431-M432）
- H - 設有輔助駕駛控制板的拖卡（H301-H302／H395／H396／單數）（日本製列車）
- K - 設有輔助駕駛控制板及集電弓的動力車卡（K397／K401-K431／單數）（中國製列車）
- C - 設有交叉線的拖卡（C301-C302／C395／C396／C398／C431-C432／雙數）

列車每8卡為一組由2016年1月2日起，列車逐步擴編至8卡，8卡組合為D-P-M-H+C-M-P-D，曾經7卡組合為D-P-M+C-M-P-D，加入全新列車後另有D-P-M-K+C-M-P-D。

## 重大事故
- 2005年7月21日清晨大約5時，一名西鐵列車調度員於八鄉維修中心（現八鄉車廠）進行列車（D317/318）調度時，撞向另一列停泊在路軌上的列車（D323/324），在意外中沒有人受傷，由於事件在車廠內發生，故沒有通知公眾，但數天後被傳媒揭發事件。
- 2007年2月14日早上9時15分，一列SP1900南行列車（D305/306）駛經大欖隧道時，其中一卡的車頂電壓交感器（變壓器）因過熱引致絕緣油出現氣化並爆炸，同時短路裝置發生故障，在變壓器發生短路時未能截斷電力供應，導致過熱起火，導致西鐵列車受阻約40分鐘。由於事發現場距離荃灣西站約2公里，約650名乘客需要在隧道步行20分鐘到荃灣西站，另外約340人則在柴灣角通風大樓返回地面，事件導致11人感到不適或受傷需要送院治理。經調查後發現，電壓交感器故障是由於絕緣體在製造過程中已存有瑕疵，以及列車曾在行駛時曾遭受雷擊破壞，累積問題引致的偶發性故障。事後，九鐵決定逐步把車頂電壓交感器更換為新型無油式及具防爆破功能的電壓交感器[56][57][58]。為補償該次列車服務影響引起不便，九鐵決定於同年2月21日上午9時至下午1時免費乘搭西鐵，購買同年3月份「西鐵全月通」（現稱「屯門－南昌全月通加強版」）減收港幣10元。
- 2012年5月3日早上8時上班時間，美孚站架空電纜一度發生電力故障，900名乘客被困車廂近兩小時，港鐵公司要疏散尾隨一部列車，由管道步行約100米返回車站月台。事件中有一名孕婦感不適，需戴上氧氣罩送院。屯門站來往荃灣西站維持5至10分鐘一班車，而紅磡站來回南昌站亦維持5至10分鐘一班車。而荃灣西站來回南昌站，港鐵公司則提供接駁巴士服務。服務受延誤約2小時，直至上午9時，工程人員確認高壓電纜運作正常，立即將肇事列車拖回車廠，所有列車服務於9時40分回復正常。
  - 在荃灣西站及南昌站外一度有過百人排隊等候，部份乘客找不到港鐵的接駁巴士，職員亦是一問三不知。有市民不滿列車在尖東站、柯士甸站，停車超過10分鐘。
  - 住在屯門的工聯會立法會議員王國興，因為西鐵綫故障，趕不及到立法會開會，他批評港鐵的處理手法，說一定會在立法會跟進，認為要設立懲罰制度。[59]
  - 港鐵公司主席錢果豐出席股東週年大會後，對西鐵線早上故障造成的不便，向公眾致歉，認為港鐵現時有200公里長的列車服務，無可避免會出現事故，最重要是找出事發原因，減少意外發生的機會，他認為港鐵員工今早處理事故的表現算是尚算不錯。[60]
- 2016年1月2日，西鐵綫兩度發生事故，首度投入服務的「八卡列車」因電腦不穩定，運作不足5小時已返回車廠檢驗。到傍晚有乘客在在柯士甸往南昌站中途，聽到車外傳出巨響，並看見窗外有火花，列車服務一度嚴重受阻，工程人員約晚上9時半完成修復。[61]
- 2018年9月5日上午約9時50分，列車D349/350在進入南昌站時發生故障，需由列車D351/352拖走，來往柯士甸站至美孚站列車服務一度暫停，但車站顯示屏的告示錯漏百出，其中，用廣東話口語寫上「令你嘅旅程受到延誤」，更把南昌站、柯士甸站和美孚站都分別錯寫成「南晶站」、「枯士甸站」和「美乎站/美乎王站」，引起網民討論。港鐵發言人回應指，因延誤期間車務控制中心人員希望盡快透過乘客資訊顯示屏發放最新資訊，未有留意有錯別字，約10分鐘後已糾正。港鐵已提醒人員需嚴謹核對發給公眾的訊息，並會檢討。[62][63][64][65]
- 2019年7月21日，元朗站發生了「721」事件，一批穿着白衫、手繫紅繩人員在雞地及元朗站聲稱保護家園及抵擋當時社會事件之武力反對派、示威者(下稱黑衣人)侵襲元朗(互聯網流傳當日之前有人呼籲市民於元朗集結)而與黑衣人爭執，雙方各自挑釁對方繼而動武並發生打鬥。
- 2019年9月19日約晚上10時，一名57歲男子在紅磡站西鐵綫3號月台墮軌並被列車捲入車底，由消防員及救護員救出後送往伊利沙伯醫院搶救，其後證實不治，本事件是首宗西鐵線傷亡事故亦是首宗西鐵線墮軌事故。

## 物業發展
雖然九鐵公司為爭取政府補貼興建原西鐵第一期，選擇放棄沿線物業發展權（不包括柯士甸站上蓋），但政府仍委託九鐵代為發展相關物業，而有關代理權於兩鐵合併後已轉交予港鐵公司。此外，因應北環綫項目推展，原定以代理形式發展的錦上路站二期項目，已改由港鐵直接發展。
由於物業設計時期正是香港政府推行八萬五建屋計劃政策，採用高地積比設計，備受市民批評。城規會最終亦會以綜合發展區容許較高的發展密度為理由，完全否決有關居民對屏風樓不滿的聲音。使有關項目最終能成功興建。而且物業設計是「為錢而非為人」，大部份綠化及休憩空間只限住客享用，公眾只可享用商場及面積細小的地面廣場，比東京、新加坡及上海等地鐵路上蓋設大型公眾公園及休憩空間落後得多，成為規劃標準劣質化的典型例子。
即使2011年2月，政府宣佈重新設計6個物業發展項目以符合新建築設計準則，但有區議會自資委託大學，為區內未來樓宇發展進行風洞測試研究，完成後發現屏風樓帶來的實質影較區議會想像中更大。而2014年港鐵改劃的西鐵綫元朗站上蓋「縮規模」發展方案，在城規會諮詢期內共收141份意見，近乎全數反對，但城規會否決居民有關降低發展密度及改善公共環境問題的意見，多個項目已於2015年推出。

### 南昌站

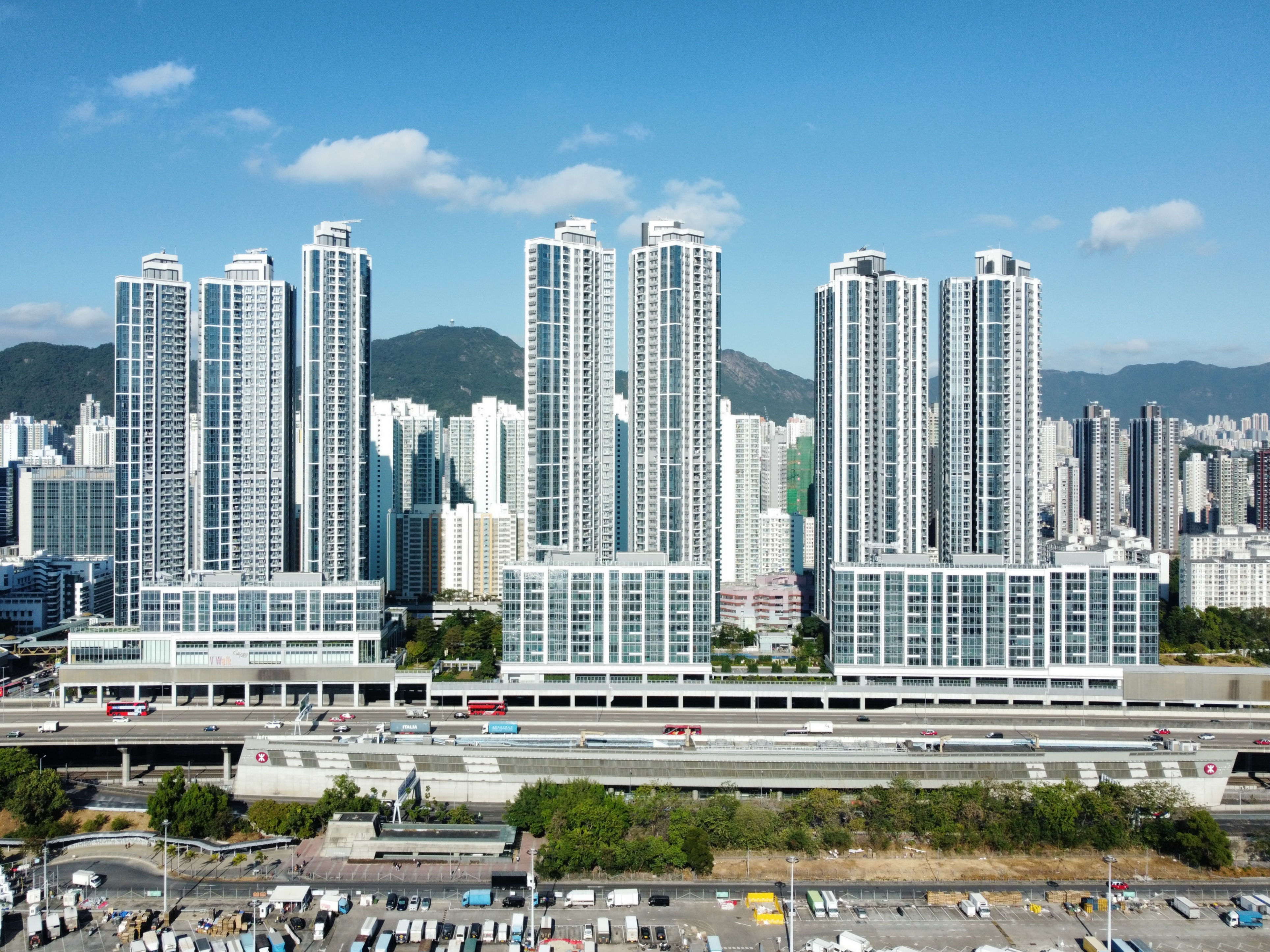
匯璽及V·Walk商場全貌

南昌站上蓋項目原為西鐵綫規模最大的物業發展項目，地盤面積近50萬平方呎，總樓面面積近40萬平方呎，原規劃可興建19幢住宅、1幢商廈連1個大型購物商場，共提供4200個住宅單位（而落實方案為7幢高層住宅、5幢低層住宅、商場及幼兒中心）。該物業地盤原有12個財團入標競投，但因全數不符合港鐵條件，因而「流標」收場。
到了2011年6月，港鐵修訂設計方案，整個單位數目亦略減8伙至3,313伙，其中有75%為實用面積少於538方呎的中小型戶，整體每伙平均面積減少約21.6%至700方呎。政府已安排該項目於2011年9月招標，市場估值最高約190億元。
有區議員要求把項目最高建築物高度降低12%至160米（主水平基準以上）。不過，規劃署認為，項目繼2009年降低發展密度後，今次進一步把總樓面大降19%，令2幢高座、2幢低座及1個住客會所剔除，申請人更把一條通風廊擴闊，另新增5條通風廊，有效改善空氣流通及景觀。雖然減少了總樓面即4幢住宅，但申請人為回應政府，把單位平均面積降低21.6%至約700 平方呎，從而增加中小型單位比例，所以規劃署不反對有關申請。
至2017年4月，項目住宅部分第一期已經開售，涉及2幢高層住宅及3幢低層住宅；而住宅部分第二期亦已於同年11月開售，涉及2幢高層住宅。

### 荃灣西站
荃灣西站發展項目分為四部份：荃灣西（五區）灣畔項目位於荃灣西站上蓋，原規畫可興建13幢樓高40層住宅，其餘兩幢為酒店。
到了2011年6月，港鐵修訂設計方案，設多個「限呎盤」，取消酒店項目，規模較05年時減約11%，現約313.2萬多方呎。包括減建1至3層平台，大幅削減商業零售及公眾停車場樓面等。修訂後設計方案改為5幢階梯式發展的住宅物業。項目將提供3326伙。中小型單位數目將由原來863個，增加43%至約1,235個，即佔總單位數約52%。沿海濱長廊的通風廊擴闊至介乎18至50米。而荃灣西站五區（城畔）中小型單位數目增加74個至588個，佔總單位數約62%。儘管有居民批評為密度過高，不過規劃署考慮後，認為新建議可優化發展，故支持修訂方案。
荃灣西（五區）城畔原址為荃灣運輸大樓。項目可建942伙，其中62.4%單位實用面積須少於538平方呎。由華懋旗下公司於2012年1月以26億零1萬元一筆過預繳付款成功投得，華懋將會將項目純利的5%攤分予港鐵。發展商曾指，預期可在2015至2016年發售，唯最終延至2017年才能開售。
柏傲灣（荃灣西（六區）項目）於2000年獲批兩幢樓高46至47層物業。可建752伙單位，但核准方案不設中小型單位。2012年1月修訂方案項目總樓面67.5萬方呎，將增加124伙至總數894伙，其中約58.2%單位屬中小型戶。項目另設荃灣公園體育館，提供多種運動設施供公眾使用。
項目於2012年12月6日起邀請發展商及財團提交意向書，於12月13日下午2時截止。2013年1月23日，港鐵公佈新世界發展與內地房地產公司萬科置業合作，以逾34億元奪得荃灣西站六個項目發展權。整個項目預計在2018年落成。
環宇海灣（荃灣西（七區）項目）地皮面積達255,559平方呎，由7座物業組成，原提供1,776個單位，其他主要設施包括安老院、為中華基督教會全完第一小學平整地盤、附屬停車場，以及上落貨區。但未能獲發展商青睞，因反應欠理想而在2007年4月「流標」收場。2008年9月，港鐵重新招標「荃灣西站七區項目（TW7）」，長實以建東投資有限公司名義投得。2012年7月，城規會通過放寬非住宅部分的地積比率，而住宅單位數目由1,740伙減至1,720伙。項目於2015年3月落成。

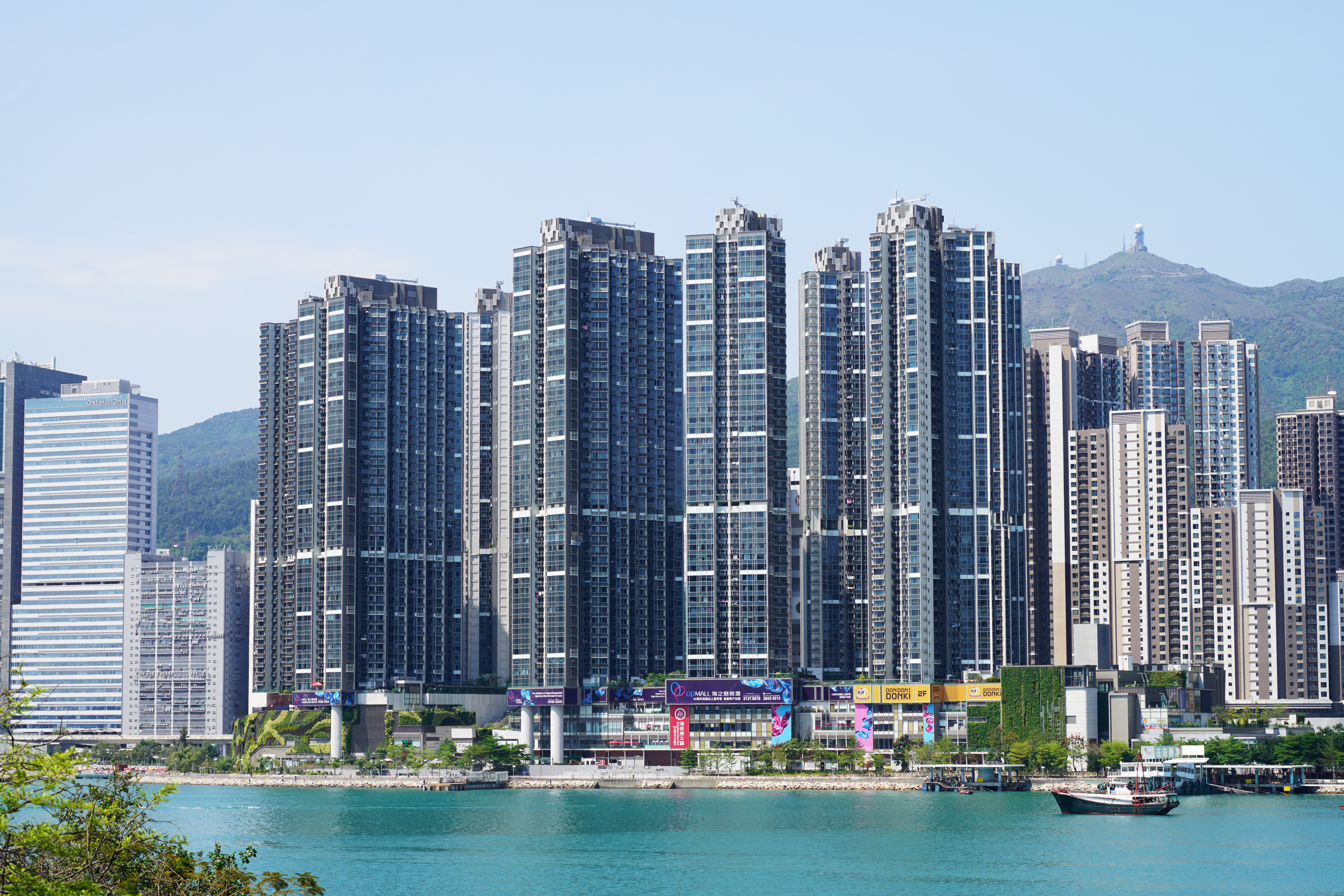
海之戀及海之戀·愛炫美
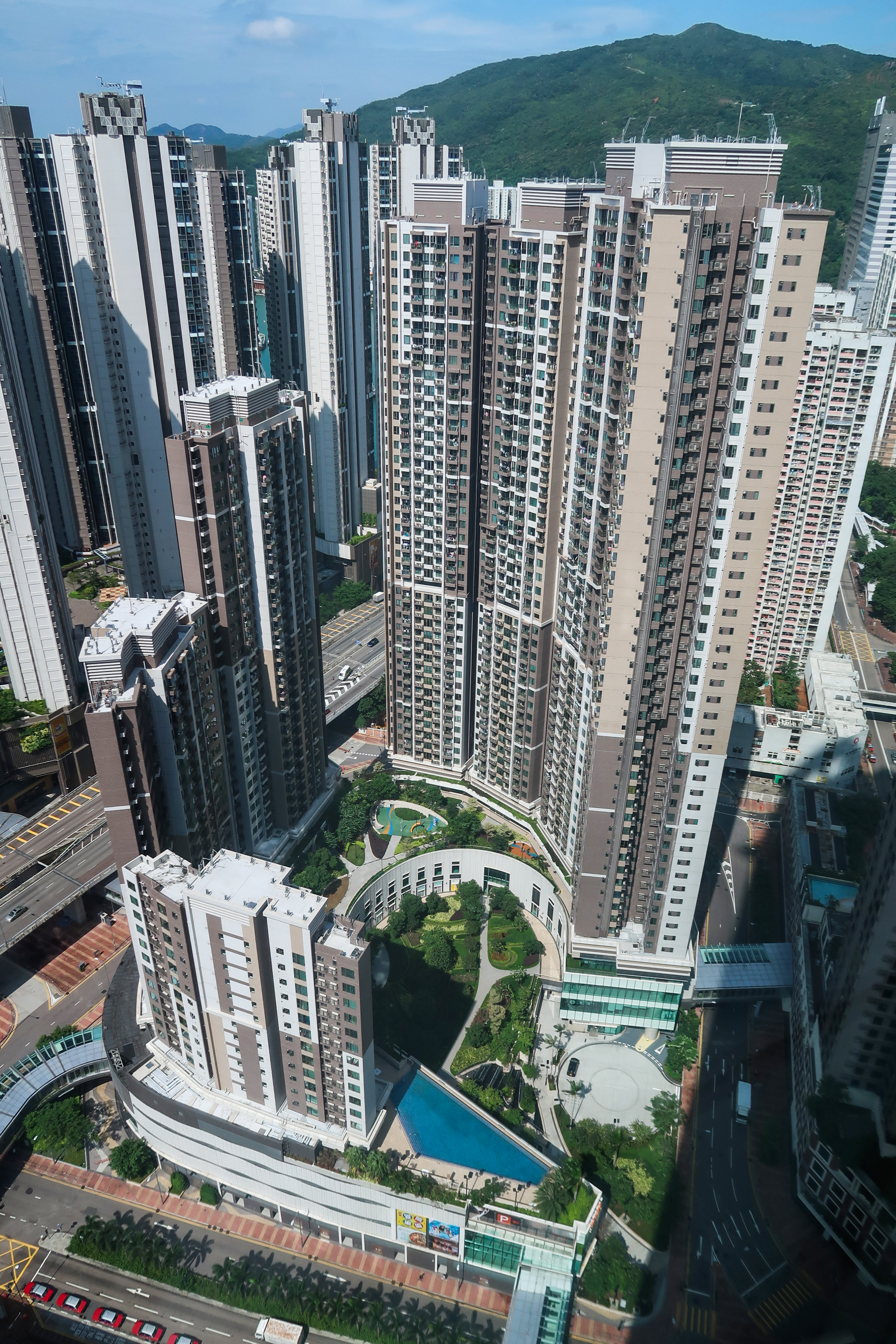
全·城滙及如心廣場二期商場
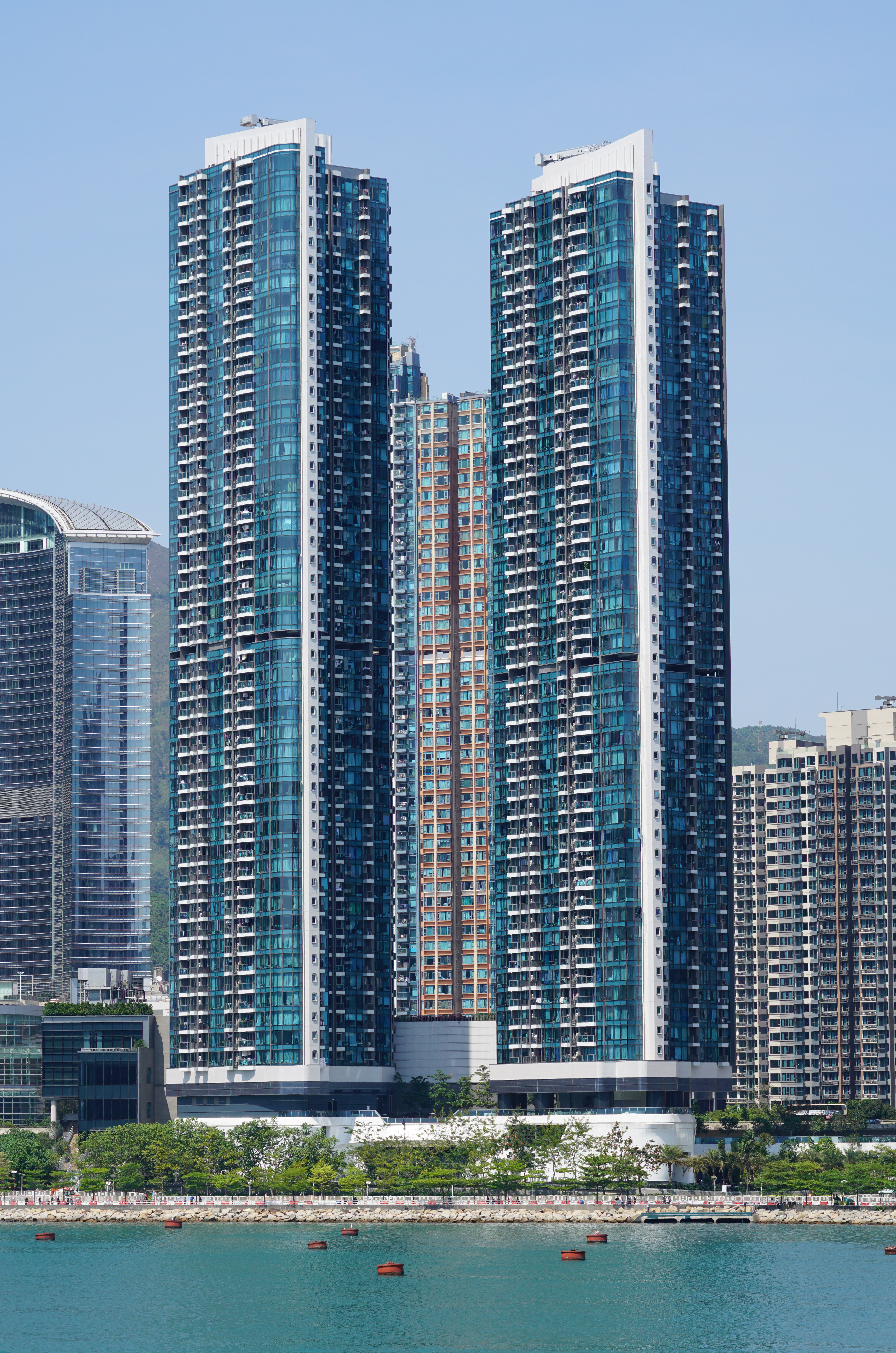
柏傲灣
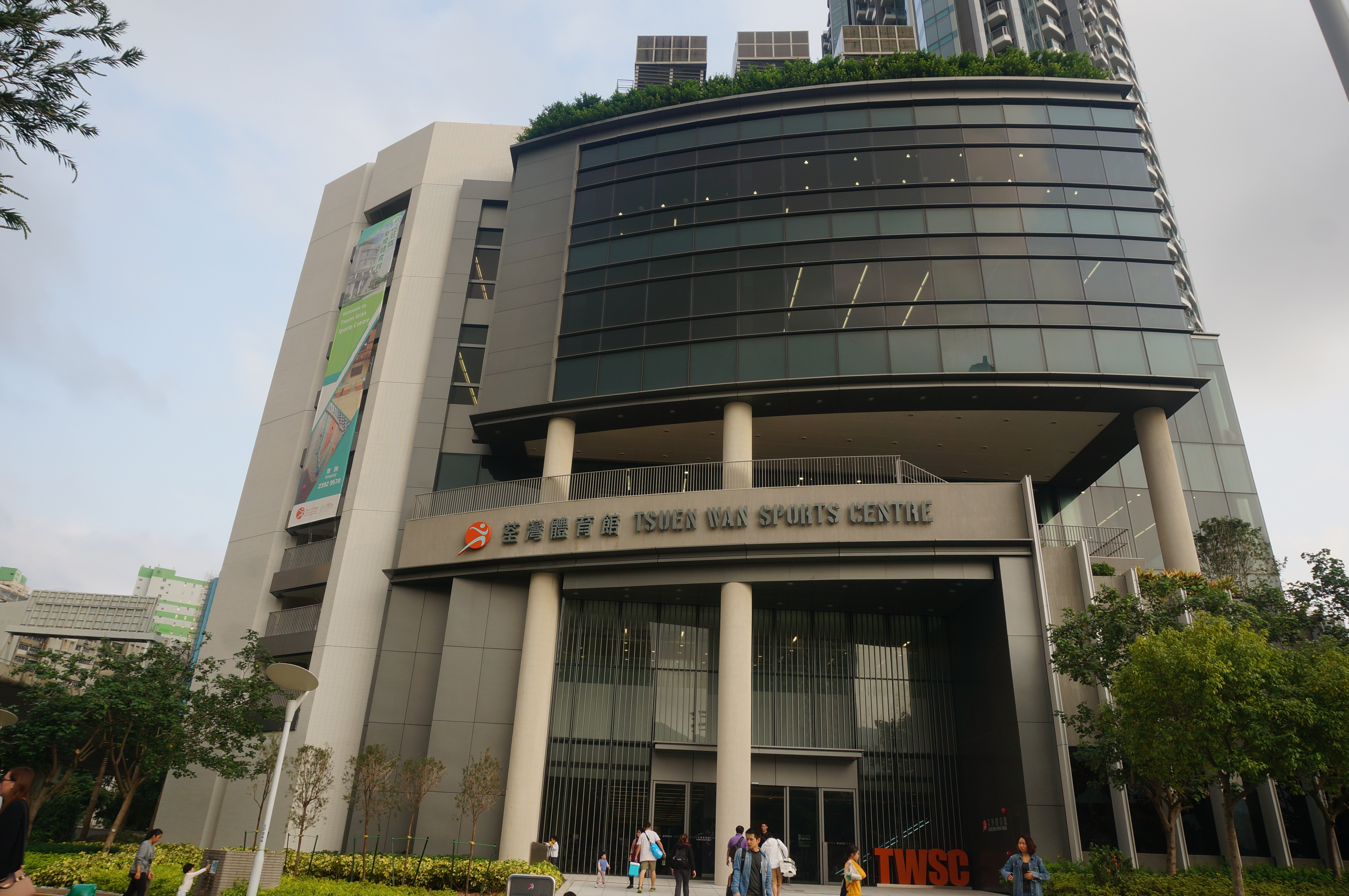
由柏傲灣發展商興建的荃灣體育館
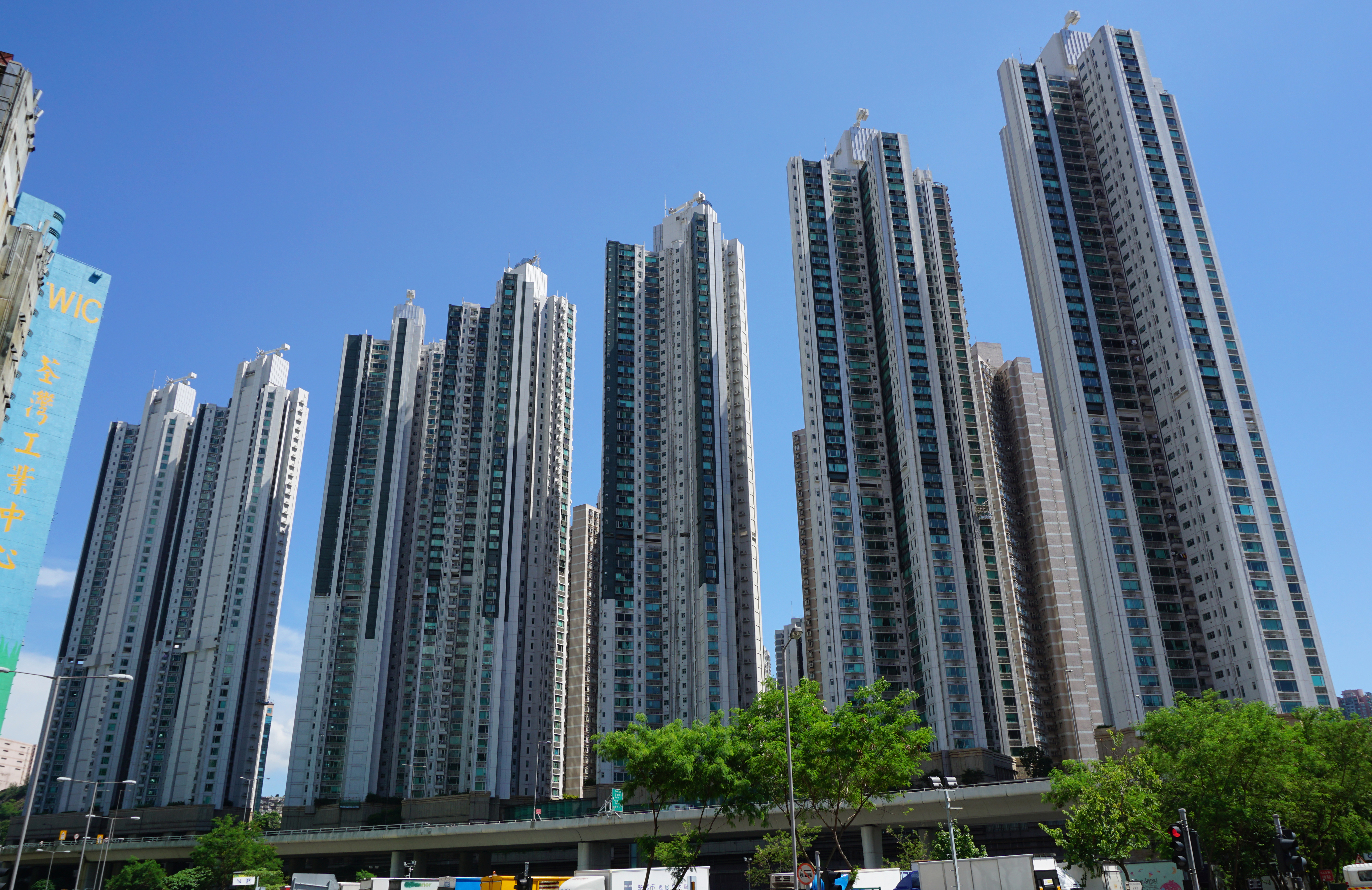
環宇海灣

### 八鄉車廠
八鄉車廠上蓋中長期可提供6,000個單位，並附設中、小學後千禧校舍各一座。

### 錦上路站
錦上路站住宅項目樓面面積佔204.51萬平方呎，提供約2,692伙，而商業零售樓面面積則約43萬平方呎，建築物高限為69米（主水平基準上），料可容納約6,600人。
2017年4月18日，港鐵公佈以代理人身份，代表錦上物業發展有限公司，於4月19日起就第一期物業發展項目招收意向。該項目目前已由信和集團、中國海外及嘉華集團合營公司投得，預計2025年完工。
因應北環綫項目推展，政府於2025年7月將未發展之錦上路站二期項目，改由港鐵直接擁有及發展。

### 元朗站

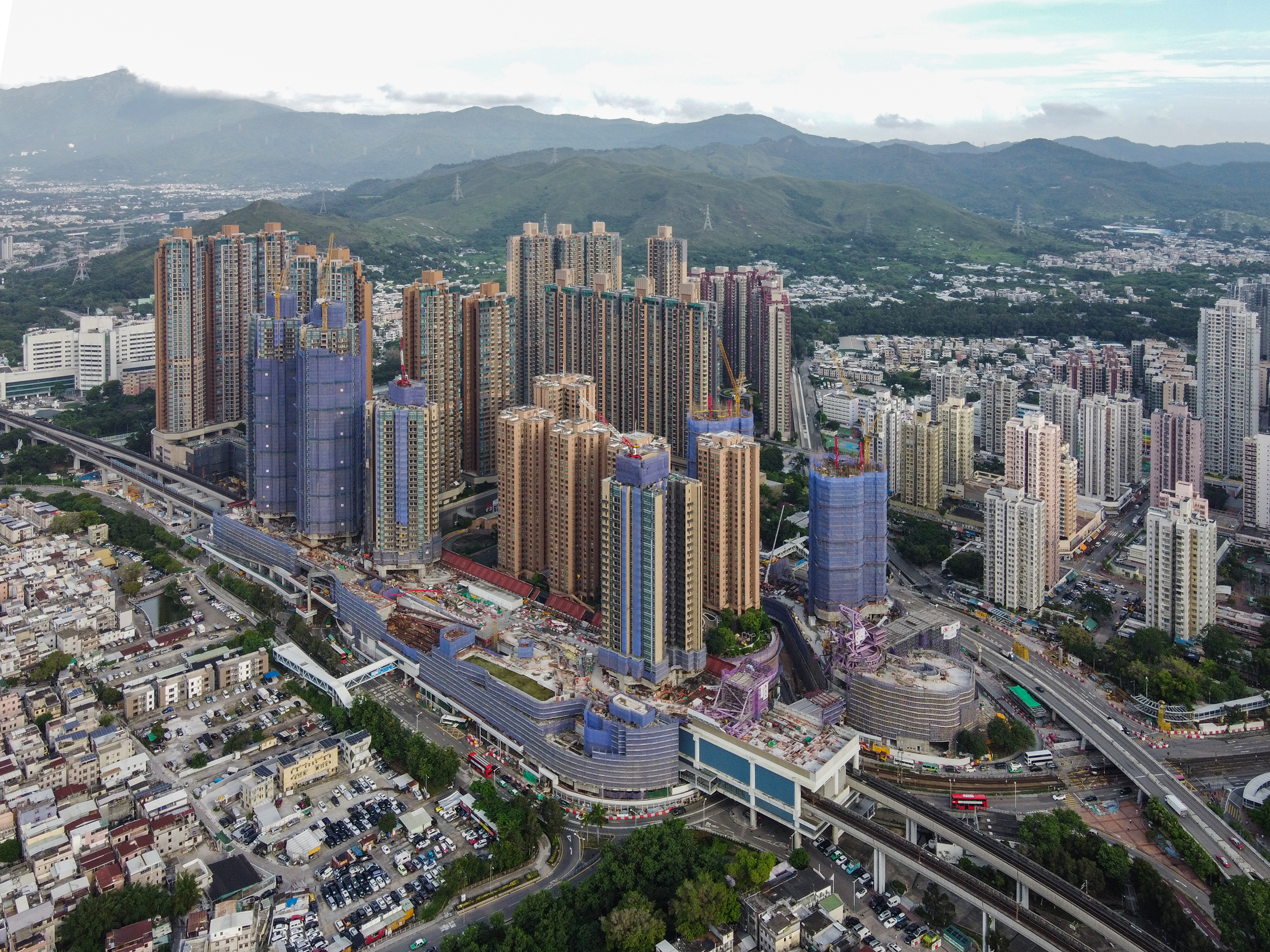
元朗站物業發展項目地盤（2021年8月）

元朗站上蓋項目佔地約37.2萬平方呎，分別南面及北面的地盤，地積比率約3.99倍，總樓面面積約有148.4萬平方呎，最初方案可興建9幢35至47層高的樓宇，但新項目與新元朗中心的距離不足10米，被批評為密度過高，形成「樓宇屏風」。2013年港鐵規劃的最新發展方案合共涉及約6座住宅物業，建築物高度介乎23層至47層，合共可興建約1,876個單位。
政府將會加入限呎條款，以增加西鐵元朗站上蓋物業的中小型住宅單位的供應，項目最少要提供逾1,300伙、實用面積少於538平方呎的中小型單位，佔整體單位數目約70%，比2005年建議方案的61%為高。項目亦研究會加入「實而不華」的發展限制，不准興建複式及相連戶等特色單位，而單位所附設的電器及廚櫃，亦要符合「實而不華」的原則。
2015年8月，新地以93.2億元奪得西鐵元朗站上蓋項目，樓面呎價高達6,276元，高於市場預期上限逾兩成半。料落成後每方呎賣1.8萬元。

### 朗屏站
發展項目分為朗屏南和朗屏北兩部份。

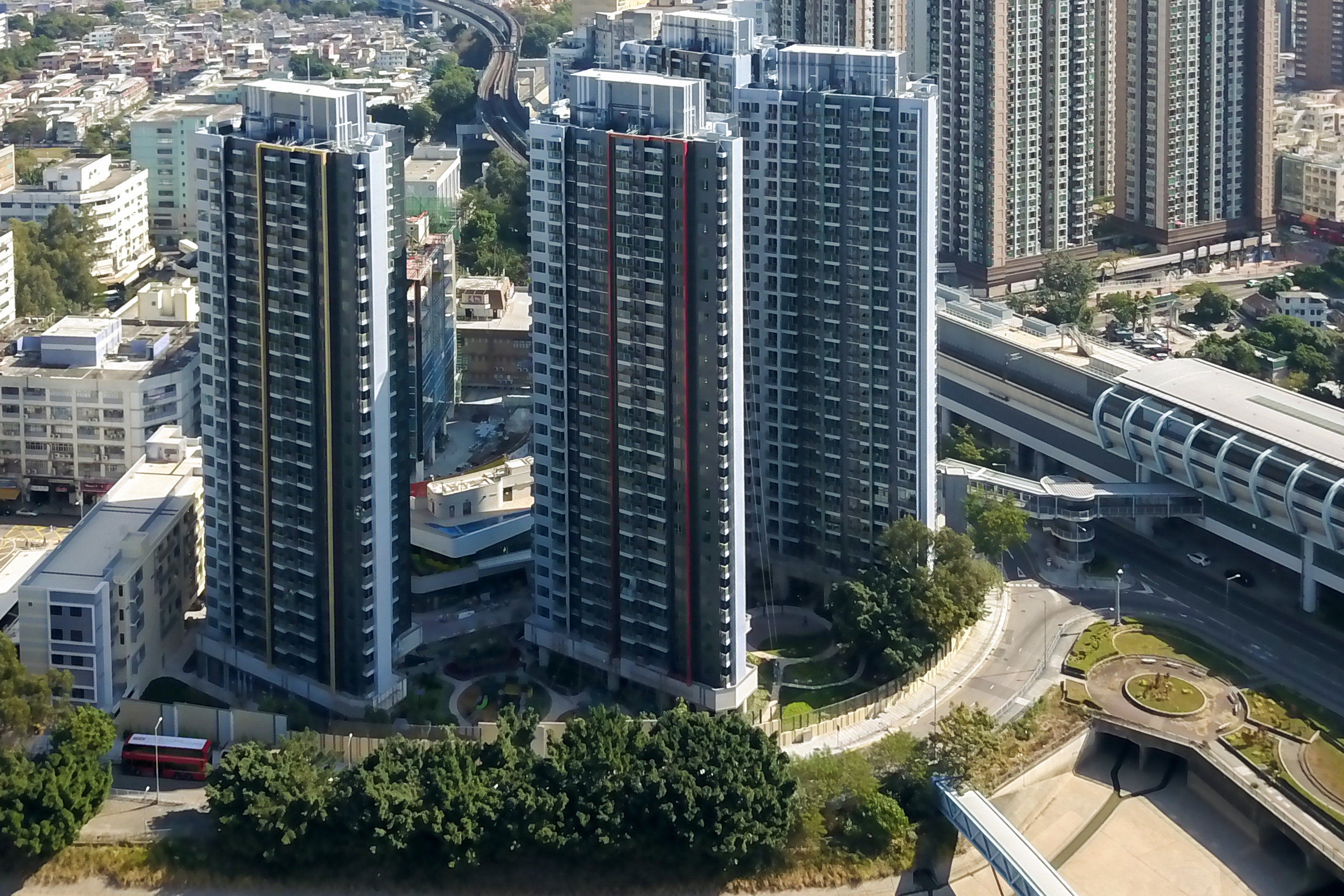
朗屏8號，位於朗屏站東北面

朗屏北地盤規劃為「綜合發展區」，地盤面積120,559呎，將建4幢樓高27層的住宅，涉及住用樓面約52.37萬呎，提供832個單位。與2000年9月核准的發展方案比較，新方案減少1幢住宅大廈及1座3層高的基座，遷移停車場至地庫，單位數目減少24個，1、2座的高度分別減少2.85及3.38米，以縮減整體發展的體積。私人休憩用地由過去的2.87萬呎，減少至2.36萬呎，亦提供約1.29萬呎的住客會所。
同時，亦將中小型單位由524個增至624個；將通風廊和景觀廊由3至7米擴闊至16至18米，以加強空氣流通和景觀視野；及所有住宅樓宇從地盤邊界後移約5米，使地盤邊沿成為綠化走廊。項目亦提供1幢5層高政府綜合大樓，除原先核准方案中擬建具備125個宿位的安老院舍，將增設一家具備60個服務名額的長者日間護理中心，以照顧當區長者的需要。
項目修訂方案已於2011年7月22日獲城規會批准，2012年10月推出招摽，當時吸引八家財團角逐，港鐵僅考慮兩天，旋即拍板批出嘉華及信和置業以17.08億港元投得地皮發展權，每呎樓面地價3,260元。嘉華將佔項目發展公司的60%股份，信置佔40%。
朗屏南規劃為「綜合發展區」，地盤面積約9萬方呎，可建總樓面約45萬方呎，提供4幢住宅，不多於720伙，當中425伙為實用面積538方呎以下單位。早前收到近年最多的20份意向書，項目共接獲6份標書，最終華懋集團以13億港元投得地皮，每方呎樓面地價約2,876元。

### 天水圍站

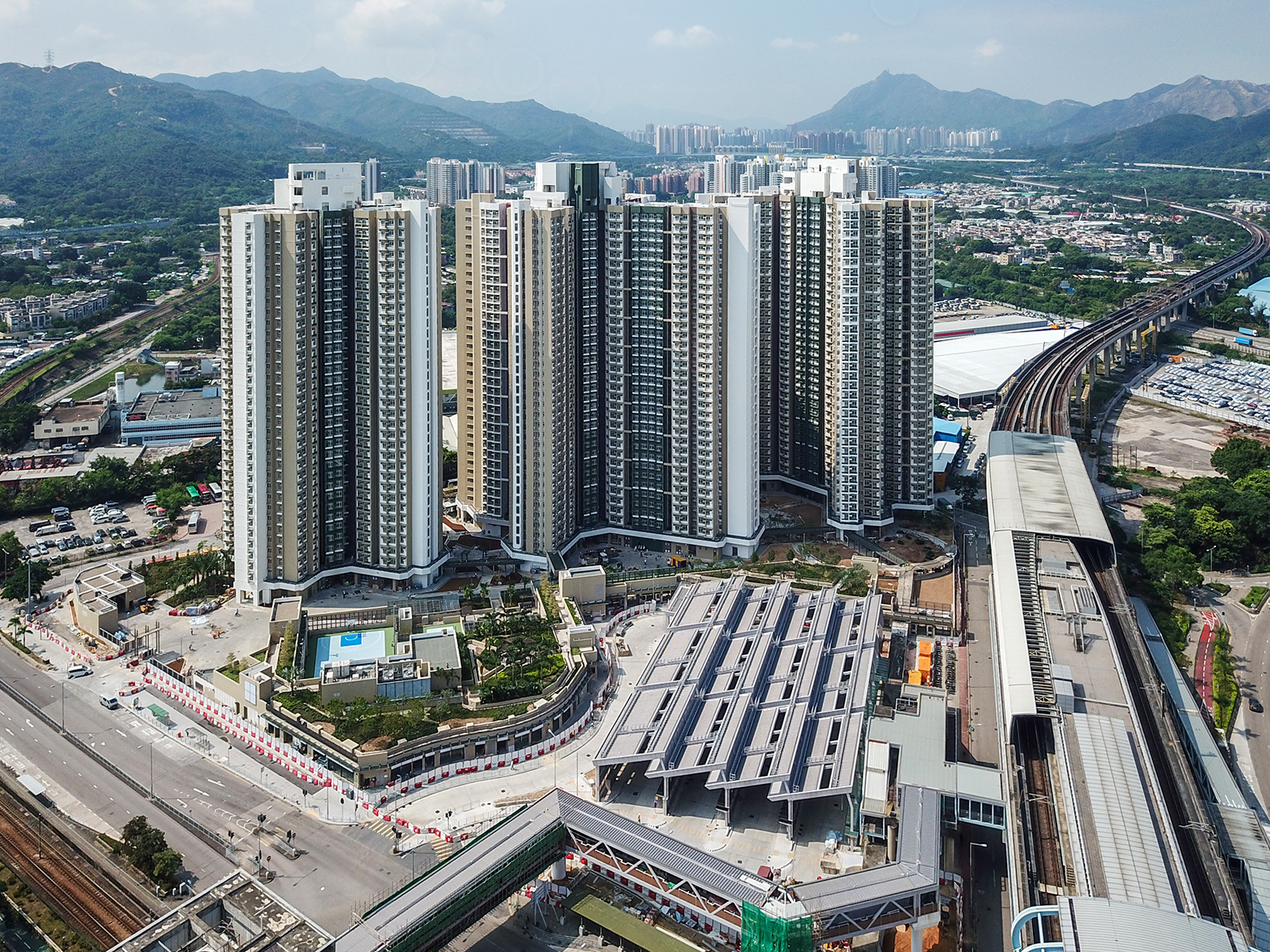
屏欣苑，位於天水圍站南面

天水圍站上蓋項目原規劃為「綜合發展區」，地盤面積約3.74公頃，可興建8座樓高42層的住宅，提供2,500伙單位。項目設計於2000年2月經已獲得城規會批核，2009年1月港鐵向屋宇署申請建築圖則，批准建8幢44至47層高住宅大廈，另加五層平台。唯有關規劃被天水圍居民和元朗區議會全數議員批評發展密度太高，帶來屏風效應。屏山原居民鄧達智批評當局一意孤行，從來沒有諮詢村民的意見。村民只接受該段土地用作興建休憩、運動或文化場所。港鐵發言人表示，港鐵是政府西鐵有限公司的代理人，負責發展天水圍上蓋項目。
2013年7月，政府在大增公營房屋的壓力下，向原作私人住宅發展的西鐵天水圍站上蓋物業改劃為居屋。房委會將範圍內現有的巴士及小巴總站剔出，建議在餘下的34.4萬方呎土地上，興建3座約33層高住宅，提供2,409個單位，預計居住人口達7,700人。另有一座一層高的街舖式商場。由於項目鄰近西鐵站，交通方便，故只會提供132個私家車位及22個電單車位，但有322個單車泊位。
屋苑於2014年開始動工，2018年落成。

### 屯門站

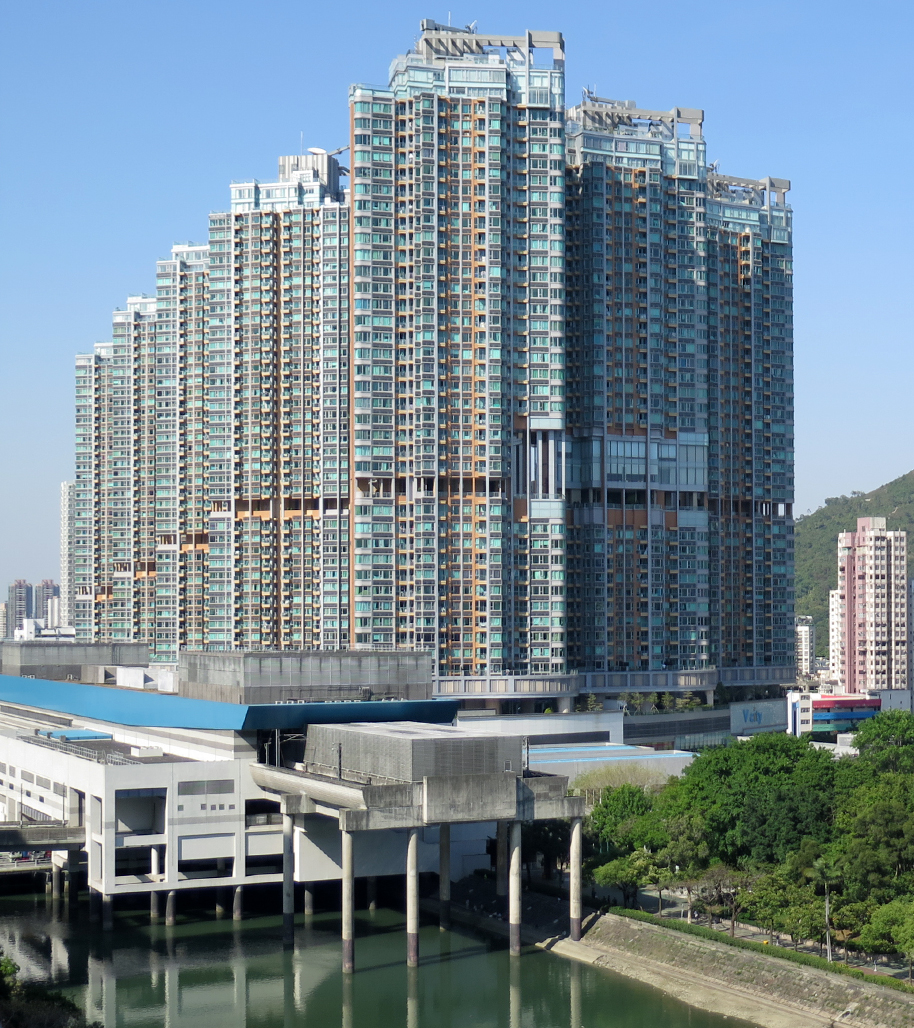
屯門站上蓋物業發展項目-瓏門，圖中可看到西鐵綫預留位置興建延綫

屯門站上蓋項目瓏門由新鴻基與港鐵公司聯同發展，位於新發邨及新墟遊樂場舊址，原是屯門居民及公眾的玩樂地方。項目分為兩期發展，於2013年至2014年落成，基座為屯門站公共運輸交匯處及V city商場。上蓋項目的會所，是新界西北區中最大型的私人住宅會所，整個會所及園林佔地逾32萬方呎。

## 軼事
1999年興建西鐵期間，TVB推出一連八集單元劇《西鐵情緣》，講述西鐵連接市區和人與人之間的聯繋，劇集邀請到呂頌賢、馬浚偉、陳松齡、許志安、王喜、陳曉東、袁潔瑩、張柏芝、郭羨妮和何嘉莉演出，由九鐵公司特約贊助，並在1999年9月29日於翡翠台播映。

## 外部連結
- 港鐵服務快訊及列車服務表現（页面存档备份，存于）